# Liste des monuments historiques protégés en 1977
Cet article recense les monuments historiques français classés ou inscrits en 1977.

## Protections
| Édifice                                                                            | Commune                                     | Département             | Région                     | Protection | Base Mérimée                         | Coordonnées                         | Image |
| ---------------------------------------------------------------------------------- | ------------------------------------------- | ----------------------- | -------------------------- | ---------- | ------------------------------------ | ----------------------------------- | ----- |
| Maison au 17 rue Bourgmayer                                                        | Bourg-en-Bresse                             | Ain                     | Auvergne-Rhône-Alpes       | classé     | « PA00116332 », notice no PA00116332 | 46° 12′ 21″ nord, 5° 13′ 21″ est    |       |
| Château de la Tour-des-Échelles                                                    | Jujurieux                                   | Ain                     | Auvergne-Rhône-Alpes       | classé     | « PA00116416 », notice no PA00116416 | 46° 02′ 18″ nord, 5° 24′ 37″ est    |       |
| Château des Échardons                                                              | Agonges                                     | Allier                  | Auvergne-Rhône-Alpes       | inscrit    | « PA00092968 », notice no PA00092968 | 46° 36′ 19″ nord, 3° 09′ 22″ est    |       |
| Prieuré d'Aubeterre                                                                | Broût-Vernet                                | Allier                  | Auvergne-Rhône-Alpes       | classé     | « PA00093027 », notice no PA00093027 | 46° 12′ 41″ nord, 3° 16′ 22″ est    |       |
| Hôtel de la Feronnays                                                              | Moulins                                     | Allier                  | Auvergne-Rhône-Alpes       | inscrit    | « PA00093202 », notice no PA00093202 | 46° 34′ 03″ nord, 3° 19′ 52″ est    |       |
| Château du Chambon                                                                 | Saint-Rémy-en-Rollat                        | Allier                  | Auvergne-Rhône-Alpes       | inscrit    | « PA00093290 », notice no PA00093290 | 46° 11′ 52″ nord, 3° 23′ 55″ est    |       |
| Château du Riau                                                                    | Villeneuve-sur-Allier                       | Allier                  | Auvergne-Rhône-Alpes       | classé     | « PA00093372 », notice no PA00093372 | 46° 39′ 45″ nord, 3° 16′ 38″ est    |       |
| Hôtel de Miravail                                                                  | Mane                                        | Alpes-de-Haute-Provence | Provence-Alpes-Côte d'Azur | inscrit    | « PA00080415 », notice no PA00080415 | 43° 56′ 15″ nord, 5° 46′ 03″ est    |       |
| Couvent des Observantins                                                           | Manosque                                    | Alpes-de-Haute-Provence | Provence-Alpes-Côte d'Azur | inscrit    | « PA00080419 », notice no PA00080419 | 43° 50′ 05″ nord, 5° 47′ 01″ est    |       |
| Pont du Moulin                                                                     | Thorame-Haute                               | Alpes-de-Haute-Provence | Provence-Alpes-Côte d'Azur | classé     | « PA00080503 », notice no PA00080503 | 44° 06′ 01″ nord, 6° 34′ 10″ est    |       |
| Hôtel Adhémar de Lantagnac                                                         | Menton                                      | Alpes-Maritimes         | Provence-Alpes-Côte d'Azur | classé     | « PA00080763 », notice no PA00080763 | 43° 46′ 33″ nord, 7° 30′ 24″ est    |       |
| Torre Vecchia et remparts                                                          | Villefranche-sur-Mer                        | Alpes-Maritimes         | Provence-Alpes-Côte d'Azur | inscrit    | « PA00080924 », notice no PA00080924 | 43° 42′ 20″ nord, 7° 18′ 43″ est    |       |
| Église Saint-Laurent d'Aubenas                                                     | Aubenas                                     | Ardèche                 | Auvergne-Rhône-Alpes       | inscrit    | « PA00116632 », notice no PA00116632 | 44° 37′ 12″ nord, 4° 23′ 36″ est    |       |
| Manufacture royale de draps Le Dijonval                                            | Sedan                                       | Ardennes                | Grand Est                  | classé     | « PA00078523 », notice no PA00078523 | 49° 42′ 21″ nord, 4° 56′ 19″ est    |       |
| Château de Crampagna                                                               | Crampagna                                   | Ariège                  | Occitanie                  | inscrit    | « PA00093785 », notice no PA00093785 | 43° 01′ 58″ nord, 1° 36′ 15″ est    |       |
| Château de Gaudiès                                                                 | Gaudiès                                     | Ariège                  | Occitanie                  | inscrit    | « PA00093799 », notice no PA00093799 | 43° 10′ 32″ nord, 1° 43′ 51″ est    |       |
| Château de Loubières                                                               | Loubières                                   | Ariège                  | Occitanie                  | inscrit    | « PA00093812 », notice no PA00093812 | 42° 57′ 01″ nord, 1° 34′ 44″ est    |       |
| Chapelle Saint-Sernin de Soueix-Rogalle                                            | Soueix-Rogalle                              | Ariège                  | Occitanie                  | classé     | « PA00093923 », notice no PA00093923 | 42° 53′ 59″ nord, 1° 12′ 44″ est    |       |
| Église Saint-Nicolas de Surba                                                      | Surba                                       | Ariège                  | Occitanie                  | inscrit    | « PA00093924 », notice no PA00093924 | 42° 51′ 30″ nord, 1° 34′ 42″ est    |       |
| Église Saint-Leu-de-Sens                                                           | Marcilly-le-Hayer                           | Aube                    | Grand Est                  | inscrit    | « PA00078149 », notice no PA00078149 | 48° 20′ 50″ nord, 3° 37′ 59″ est    |       |
| Château de Vermoise                                                                | Sainte-Maure                                | Aube                    | Grand Est                  | inscrit    | « PA00078225 », notice no PA00078225 | 48° 21′ 45″ nord, 4° 02′ 19″ est    |       |
| Calvaire de la Croix Blanche                                                       | Villemereuil                                | Aube                    | Grand Est                  | classé     | « PA00078304 », notice no PA00078304 | 48° 11′ 45″ nord, 4° 04′ 34″ est    |       |
| Église Saint-Jacques                                                               | Aurelle-Verlac                              | Aveyron                 | Occitanie                  | classé     | « PA00093959 », notice no PA00093959 | 44° 30′ 22″ nord, 3° 00′ 28″ est    |       |
| Oratoire de Ceignac                                                                | Calmont                                     | Aveyron                 | Occitanie                  | inscrit    | « PA00093984 », notice no PA00093984 | 44° 16′ 22″ nord, 2° 31′ 22″ est    |       |
| Château de Saint-Julien d'Empare                                                   | Capdenac-Gare                               | Aveyron                 | Occitanie                  | inscrit    | « PA00093988 », notice no PA00093988 | 44° 33′ 22″ nord, 2° 04′ 44″ est    |       |
| Château d'Onet-le-Château et église                                                | Onet-le-Château                             | Aveyron                 | Occitanie                  | inscrit    | « PA00094095 », notice no PA00094095 | 44° 23′ 27″ nord, 2° 32′ 20″ est    |       |
| Mikvé de Bischheim                                                                 | Bischheim                                   | Bas-Rhin                | Grand Est                  | classé     | « PA00084619 », notice no PA00084619 | 48° 36′ 53″ nord, 7° 45′ 19″ est    |       |
| Château                                                                            | Diedendorf                                  | Bas-Rhin                | Grand Est                  | inscrit    | « PA00084691 », notice no PA00084691 | 48° 52′ 41″ nord, 7° 02′ 48″ est    |       |
| Chapelle Saint-Wendelin                                                            | Mutzig                                      | Bas-Rhin                | Grand Est                  | inscrit    | « PA00084813 », notice no PA00084813 | 48° 32′ 23″ nord, 7° 26′ 20″ est    |       |
| Église Notre-Dame-de-la-Nativité                                                   | Saverne                                     | Bas-Rhin                | Grand Est                  | classé     | « PA00084954 », notice no PA00084954 | 48° 44′ 28″ nord, 7° 21′ 50″ est    |       |
| Commanderie de Sainte-Luce                                                         | Arles                                       | Bouches-du-Rhône        | Provence-Alpes-Côte d'Azur | classé     | « PA00081129 », notice no PA00081129 | 43° 40′ 44″ nord, 4° 37′ 40″ est    |       |
| Chapelle Saint-Michel du Rove et Château du Rove                                   | Le Rove                                     | Bouches-du-Rhône        | Provence-Alpes-Côte d'Azur | classé     | « PA00081421 », notice no PA00081421 | 43° 22′ 59″ nord, 5° 14′ 09″ est    |       |
| Manoir de Lortier                                                                  | Auquainville                                | Calvados                | Normandie                  | inscrit    | « PA00111022 », notice no PA00111022 | 49° 03′ 20″ nord, 0° 14′ 35″ est    |       |
| Séminaire                                                                          | Bayeux                                      | Calvados                | Normandie                  | inscrit    | « PA00111067 », notice no PA00111067 | 49° 16′ 28″ nord, 0° 42′ 01″ ouest  |       |
| Manoir du Lieu Hocquart                                                            | Beuvron-en-Auge                             | Calvados                | Normandie                  | inscrit    | « PA00111089 », notice no PA00111089 | 49° 12′ 02″ nord, 0° 03′ 10″ ouest  |       |
| Manoir du Montargis                                                                | Cambremer                                   | Calvados                | Normandie                  | inscrit    | « PA00111207 », notice no PA00111207 | 49° 09′ 00″ nord, 0° 00′ 32″ est    |       |
| Église Saint-Germain-et-Saint-Sébastien de Grandouet                               | Cambremer                                   | Calvados                | Normandie                  | inscrit    | « PA00111205 », notice no PA00111205 | 49° 09′ 32″ nord, 0° 04′ 01″ est    |       |
| Château de Cesny-aux-Vignes                                                        | Cesny-aux-Vignes                            | Calvados                | Normandie                  | classé     | « PA00111217 », notice no PA00111217 | 49° 05′ 19″ nord, 0° 06′ 50″ ouest  |       |
| Église Saint-Laurent                                                               | Deauville                                   | Calvados                | Normandie                  | classé     | « PA00111278 », notice no PA00111278 | 49° 20′ 54″ nord, 0° 04′ 26″ est    |       |
| Église Saint-Eugène                                                                | Formentin                                   | Calvados                | Normandie                  | classé     | « PA00111349 », notice no PA00111349 | 49° 11′ 53″ nord, 0° 08′ 30″ est    |       |
| Château de Louvagny                                                                | Louvagny                                    | Calvados                | Normandie                  | inscrit    | « PA00111507 », notice no PA00111507 | 48° 56′ 56″ nord, 0° 02′ 57″ ouest  |       |
| Église Saint-Thyrse                                                                | Anglards-de-Salers                          | Cantal                  | Auvergne-Rhône-Alpes       | classé     | « PA00093439 », notice no PA00093439 | 45° 12′ 19″ nord, 2° 26′ 26″ est    |       |
| Immeuble                                                                           | Arpajon-sur-Cère                            | Cantal                  | Auvergne-Rhône-Alpes       | inscrit    | « PA00093445 », notice no PA00093445 | 44° 54′ 05″ nord, 2° 27′ 32″ est    |       |
| Église Notre-Dame-aux-Neiges                                                       | Aurillac                                    | Cantal                  | Auvergne-Rhône-Alpes       | inscrit    | « PA00093451 », notice no PA00093451 | 44° 55′ 39″ nord, 2° 26′ 35″ est    |       |
| Dolmen de Recoules                                                                 | Joursac                                     | Cantal                  | Auvergne-Rhône-Alpes       | classé     | « PA00093522 », notice no PA00093522 | 45° 09′ 32″ nord, 2° 59′ 51″ est    |       |
| Prieuré de Notre-Dame-du-Pont                                                      | Leynhac                                     | Cantal                  | Auvergne-Rhône-Alpes       | inscrit    | « PA00093533 », notice no PA00093533 | 44° 45′ 07″ nord, 2° 15′ 21″ est    |       |
| Église Saint-Paul de Chazelles                                                     | Chazelles                                   | Charente                | Nouvelle-Aquitaine         | classé     | « PA00104292 », notice no PA00104292 | 45° 38′ 46″ nord, 0° 21′ 57″ est    |       |
| Chapelle du cimetière de Chirac                                                    | Chirac                                      | Charente                | Nouvelle-Aquitaine         | classé     | « PA00104304 », notice no PA00104304 | 45° 54′ 57″ nord, 0° 39′ 16″ est    |       |
| Château de Lignières                                                               | Lignières-Sonneville                        | Charente                | Nouvelle-Aquitaine         | classé     | « PA00104393 », notice no PA00104393 | 45° 33′ 29″ nord, 0° 10′ 57″ ouest  |       |
| Église Sainte-Madeleine de Beurlay                                                 | Beurlay                                     | Charente-Maritime       | Nouvelle-Aquitaine         | inscrit    | « PA00104618 », notice no PA00104618 | 45° 51′ 35″ nord, 0° 50′ 09″ ouest  |       |
| Rempart gallo-romain                                                               | adresse                                     | Charente-Maritime       | Nouvelle-Aquitaine         | classé     | « PA00105261 », notice no PA00105261 | 45° 44′ 44″ nord, 0° 37′ 51″ ouest  |       |
| Château de Chevilly (Méreau)                                                       | Méreau                                      | Cher                    | Centre-Val de Loire        | inscrit    | « PA00096847 », notice no PA00096847 | 47° 09′ 14″ nord, 2° 02′ 30″ est    |       |
| Église Notre-Dame de Chapelle-Spinasse                                             | Chapelle-Spinasse                           | Corrèze                 | Nouvelle-Aquitaine         | classé     | « PA00099711 », notice no PA00099711 | 45° 21′ 36″ nord, 2° 02′ 33″ est    |       |
| Église Saint-Pierre de Naves                                                       | Naves                                       | Corrèze                 | Nouvelle-Aquitaine         | inscrit    | « PA00099813 », notice no PA00099813 | 45° 18′ 47″ nord, 1° 46′ 03″ est    |       |
| Manoir de Noailles                                                                 | Noailles                                    | Corrèze                 | Nouvelle-Aquitaine         | inscrit    | « PA00099823 », notice no PA00099823 | 45° 06′ 13″ nord, 1° 31′ 33″ est    |       |
| Chapelle Saint-Loup des Plats                                                      | Saint-Clément                               | Corrèze                 | Nouvelle-Aquitaine         | inscrit    | « PA00099849 », notice no PA00099849 | 45° 19′ 20″ nord, 1° 40′ 11″ est    |       |
| Église Notre-Dame de Seilhac                                                       | Seilhac                                     | Corrèze                 | Nouvelle-Aquitaine         | inscrit    | « PA00099895 », notice no PA00099895 | 45° 22′ 00″ nord, 1° 42′ 41″ est    |       |
| Théâtre L'Eden                                                                     | Tulle                                       | Corrèze                 | Nouvelle-Aquitaine         | inscrit    | « PA00099927 », notice no PA00099927 | 45° 16′ 01″ nord, 1° 46′ 15″ est    |       |
| Camp de César                                                                      | Ussel                                       | Corrèze                 | Nouvelle-Aquitaine         | inscrit    | « PA00099944 », notice no PA00099944 | 45° 31′ 15″ nord, 2° 18′ 20″ est    |       |
| Lazaret d'Aspreto                                                                  | Ajaccio                                     | Corse-du-Sud            | Corse                      | inscrit    | « PA00099064 », notice no PA00099064 | 41° 55′ 42″ nord, 8° 45′ 32″ est    |       |
| Château de la Punta                                                                | Alata                                       | Corse-du-Sud            | Corse                      | classé     | « PA00099072 », notice no PA00099072 | 41° 57′ 24″ nord, 8° 42′ 30″ est    |       |
| Pont de Zippitoli                                                                  | Bastelica                                   | Corse-du-Sud            | Corse                      | classé     | « PA00099075 », notice no PA00099075 | 41° 57′ 40″ nord, 9° 00′ 08″ est    |       |
| Chapelle San Quilico de Montilati                                                  | Figari                                      | Corse-du-Sud            | Corse                      | classé     | « PA00099092 », notice no PA00099092 | 41° 30′ 55″ nord, 9° 09′ 41″ est    |       |
| Chapelle Saint-Jean-Baptiste de Pruno                                              | Figari                                      | Corse-du-Sud            | Corse                      | classé     | « PA00099091 », notice no PA00099091 | 41° 32′ 04″ nord, 9° 08′ 57″ est    |       |
| Église San Giovanni de Grossa                                                      | Grossa                                      | Corse-du-Sud            | Corse                      | classé     | « PA00099094 », notice no PA00099094 | 41° 36′ 49″ nord, 8° 53′ 33″ est    |       |
| Château de Beire-le-Châtel                                                         | Beire-le-Châtel                             | Côte-d'Or               | Bourgogne-Franche-Comté    | inscrit    | « PA00112131 », notice no PA00112131 | 47° 24′ 47″ nord, 5° 12′ 08″ est    |       |
| Maison                                                                             | Corpeau                                     | Côte-d'Or               | Bourgogne-Franche-Comté    | inscrit    | « PA00112228 », notice no PA00112228 | 46° 55′ 38″ nord, 4° 45′ 00″ est    |       |
| Château de Frôlois                                                                 | Frôlois                                     | Côte-d'Or               | Bourgogne-Franche-Comté    | inscrit    | « PA00112470 », notice no PA00112470 | 47° 31′ 40″ nord, 4° 37′ 53″ est    |       |
| Moulin à vent de Saint-Lazare                                                      | Lamballe                                    | Côtes-d'Armor           | Bretagne                   | inscrit    | « PA00089234 », notice no PA00089234 | 48° 27′ 50″ nord, 2° 31′ 27″ ouest  |       |
| Hôtel Poulain                                                                      | Quintin                                     | Côtes-d'Armor           | Bretagne                   | classé     | « PA00089559 », notice no PA00089559 | 48° 24′ 11″ nord, 2° 54′ 37″ ouest  |       |
| Maison, 5 place 1830                                                               | Quintin                                     | Côtes-d'Armor           | Bretagne                   | classé     | « PA00089564 », notice no PA00089564 | 48° 24′ 12″ nord, 2° 54′ 36″ ouest  |       |
| Maison, 8 rue au Lait                                                              | Quintin                                     | Côtes-d'Armor           | Bretagne                   | classé     | « PA00089562 », notice no PA00089562 | 48° 24′ 10″ nord, 2° 54′ 38″ ouest  |       |
| Menhir de la Thiemblaye                                                            | Saint-Samson-sur-Rance                      | Côtes-d'Armor           | Bretagne                   | classé     | « PA00089656 », notice no PA00089656 | 48° 29′ 40″ nord, 2° 01′ 06″ ouest  |       |
| Dolmen de l'Île Renote                                                             | Trégastel                                   | Côtes-d'Armor           | Bretagne                   | inscrit    | « PA00089690 », notice no PA00089690 | 48° 50′ 13″ nord, 3° 30′ 07″ ouest  |       |
| Abbaye Royale de Celles-sur-Belle                                                  | Celles-sur-Belle                            | Deux-Sèvres             | Nouvelle-Aquitaine         | classé     | « PA00101205 », notice no PA00101205 | 46° 15′ 41″ nord, 0° 12′ 33″ ouest  |       |
| Église Saint-Romans de Saint-Romans-lès-Melle                                      | Saint-Romans-lès-Melle                      | Deux-Sèvres             | Nouvelle-Aquitaine         | classé     | « PA00101365 », notice no PA00101365 | 46° 12′ 33″ nord, 0° 11′ 25″ ouest  |       |
| Manoir de la Font-Haute                                                            | Cazoulès                                    | Dordogne                | Nouvelle-Aquitaine         | inscrit    | « PA00082455 », notice no PA00082455 | 44° 52′ 40″ nord, 1° 26′ 07″ est    |       |
| Église Saint-Julien                                                                | Cénac-et-Saint-Julien                       | Dordogne                | Nouvelle-Aquitaine         | classé     | « PA00082457 », notice no PA00082457 | 44° 49′ 16″ nord, 1° 10′ 21″ est    |       |
| Église Saint-Blaise de Florimont                                                   | Florimont-Gaumier                           | Dordogne                | Nouvelle-Aquitaine         | inscrit    | « PA00082560 », notice no PA00082560 | 44° 41′ 57″ nord, 1° 14′ 25″ est    |       |
| Château de Puymartin                                                               | Marquay                                     | Dordogne                | Nouvelle-Aquitaine         | classé     | « PA00082633 », notice no PA00082633 | 44° 54′ 38″ nord, 1° 08′ 33″ est    |       |
| Eschif, appelé à tort « Moulin Saint-Front »                                       | Périgueux                                   | Dordogne                | Nouvelle-Aquitaine         | classé     | « PA00082751 », notice no PA00082751 | 45° 11′ 00″ nord, 0° 43′ 26″ est    |       |
| Église Sainte-Marie-et-Sainte-Anne, ancien prieuré et cimetière                    | Saint-Crépin-et-Carlucet                    | Dordogne                | Nouvelle-Aquitaine         | classé     | « PA00082815 », notice no PA00082815 | 44° 57′ 38″ nord, 1° 17′ 54″ est    |       |
| Maison                                                                             | Sarlat-la-Canéda                            | Dordogne                | Nouvelle-Aquitaine         | inscrit    | « PA00082980 », notice no PA00082980 | 44° 53′ 21″ nord, 1° 13′ 03″ est    |       |
| Immeuble                                                                           | Sarlat-la-Canéda                            | Dordogne                | Nouvelle-Aquitaine         | inscrit    | « PA00082962 », notice no PA00082962 | 44° 53′ 21″ nord, 1° 12′ 59″ est    |       |
| Ancien Hôtel-Dieu de Sarlat-la-Canéda                                              | Sarlat-la-Canéda                            | Dordogne                | Nouvelle-Aquitaine         | inscrit    | « PA00082935 », notice no PA00082935 | 44° 53′ 23″ nord, 1° 12′ 58″ est    |       |
| Hôtel de la Croix d'Or                                                             | Montbéliard                                 | Doubs                   | Bourgogne-Franche-Comté    | inscrit    | « PA00101676 », notice no PA00101676 | 47° 30′ 31″ nord, 6° 47′ 47″ est    |       |
| Maison de maître de poste                                                          | Saint-Vit                                   | Doubs                   | Bourgogne-Franche-Comté    | inscrit    | « PA00101725 », notice no PA00101725 | 47° 10′ 54″ nord, 5° 48′ 47″ est    |       |
| Maison La Forteresse                                                               | Vuillafans                                  | Doubs                   | Bourgogne-Franche-Comté    | inscrit    | « PA00101741 », notice no PA00101741 | 47° 03′ 59″ nord, 6° 13′ 01″ est    |       |
| Ancienne église Saint-Apollinaire de Pontaix                                       | Pontaix                                     | Drôme                   | Auvergne-Rhône-Alpes       | inscrit    | « PA00117014 », notice no PA00117014 | 44° 45′ 03″ nord, 5° 15′ 50″ est    |       |
| Château de Dommerville                                                             | Angerville                                  | Essonne                 | Île-de-France              | inscrit    | « PA00087800 », notice no PA00087800 | 48° 19′ 07″ nord, 1° 59′ 21″ est    |       |
| Domaine des Tourelles                                                              | Boissy-sous-Saint-Yon                       | Essonne                 | Île-de-France              | inscrit    | « PA00087821 », notice no PA00087821 | 48° 33′ 33″ nord, 2° 12′ 20″ est    |       |
| Église Saint-Pierre de Brétigny-sur-Orge                                           | Brétigny-sur-Orge                           | Essonne                 | Île-de-France              | inscrit    | « PA00087832 », notice no PA00087832 | 48° 36′ 45″ nord, 2° 18′ 36″ est    |       |
| Menhirs de la Haute-Borne                                                          | Brunoy                                      | Essonne                 | Île-de-France              | classé     | « PA00087838 », notice no PA00087838 | 48° 41′ 57″ nord, 2° 30′ 47″ est    |       |
| Ferme seigneuriale de Dourdan                                                      | Dourdan                                     | Essonne                 | Île-de-France              | inscrit    | « PA00087883 », notice no PA00087883 | 48° 33′ 17″ nord, 2° 00′ 11″ est    |       |
| Petite ferme de Dourdan                                                            | Dourdan                                     | Essonne                 | Île-de-France              | inscrit    | « PA00087884 », notice no PA00087884 | 48° 33′ 16″ nord, 1° 59′ 59″ est    |       |
| Château de Vilgénis                                                                | Massy                                       | Essonne                 | Île-de-France              | inscrit    | « PA00087948 », notice no PA00087948 | 48° 44′ 03″ nord, 2° 14′ 37″ est    |       |
| Château de Méréville                                                               | Méréville                                   | Essonne                 | Île-de-France              | classé     | « PA00087953 », notice no PA00087953 | 48° 19′ 10″ nord, 2° 05′ 27″ est    |       |
| Ferme de Chateaupers                                                               | Roinville                                   | Essonne                 | Île-de-France              | inscrit    | « PA00087992 », notice no PA00087992 | 48° 32′ 14″ nord, 2° 02′ 53″ est    |       |
| Château d'Amfreville                                                               | Amfreville-sur-Iton                         | Eure                    | Normandie                  | inscrit    | « PA00099301 », notice no PA00099301 | 49° 08′ 44″ nord, 1° 09′ 13″ est    |       |
| Château de Saint-Georges-Motel                                                     | Saint-Georges-Motel                         | Eure                    | Normandie                  | inscrit    | « PA00099551 », notice no PA00099551 | 48° 47′ 18″ nord, 1° 22′ 02″ est    |       |
| Château de Saint-Maclou                                                            | Saint-Maclou                                | Eure                    | Normandie                  | inscrit    | « PA00099555 », notice no PA00099555 | 49° 21′ 39″ nord, 0° 24′ 42″ est    |       |
| Croix de Surtauville                                                               | Surtauville                                 | Eure                    | Normandie                  | inscrit    | « PA00099579 », notice no PA00099579 | 49° 12′ 27″ nord, 1° 03′ 17″ est    |       |
| Chapelle royale de Dreux                                                           | Dreux                                       | Eure-et-Loir            | Centre-Val de Loire        | classé     | « PA00097097 », notice no PA00097097 | 48° 44′ 17″ nord, 1° 21′ 48″ est    |       |
| Manoir de Mirougrain                                                               | Illiers-Combray                             | Eure-et-Loir            | Centre-Val de Loire        | inscrit    | « PA00097126 », notice no PA00097126 | 48° 18′ 38″ nord, 1° 13′ 55″ est    |       |
| Église Saint-Léger de Néron                                                        | Néron                                       | Eure-et-Loir            | Centre-Val de Loire        | inscrit    | « PA00097165 », notice no PA00097165 | 48° 36′ 08″ nord, 1° 30′ 50″ est    |       |
| Menhir de Bellevue                                                                 | Moëlan-sur-Mer                              | Finistère               | Bretagne                   | classé     | « PA00090122 », notice no PA00090122 | 47° 48′ 25″ nord, 3° 37′ 55″ ouest  |       |
| Manoir de Trévilit                                                                 | Plonéour-Lanvern                            | Finistère               | Bretagne                   | inscrit    | « PA00090200 », notice no PA00090200 | 47° 52′ 52″ nord, 4° 16′ 14″ ouest  |       |
| Tumulus                                                                            | Plouégat-Guérand                            | Finistère               | Bretagne                   | classé     | « PA00090224 », notice no PA00090224 | 48° 36′ 41″ nord, 3° 40′ 07″ ouest  |       |
| Manoir de Kerenneur                                                                | Plourin                                     | Finistère               | Bretagne                   | inscrit    | « PA00090267 », notice no PA00090267 | 48° 30′ 48″ nord, 4° 44′ 45″ ouest  |       |
| Manoir de la Haye                                                                  | Saint-Divy                                  | Finistère               | Bretagne                   | inscrit    | « PA00090408 », notice no PA00090408 | 48° 26′ 51″ nord, 4° 20′ 33″ ouest  |       |
| Château de Montclus                                                                | Montclus                                    | Gard                    | Occitanie                  | classé     | « PA00103077 », notice no PA00103077 | 44° 15′ 41″ nord, 4° 25′ 13″ est    |       |
| Temple protestant de Moussac                                                       | Moussac                                     | Gard                    | Occitanie                  | inscrit    | « PA00103087 », notice no PA00103087 | 43° 58′ 51″ nord, 4° 13′ 28″ est    |       |
| Château de Bézéril                                                                 | Bézéril                                     | Gers                    | Occitanie                  | inscrit    | « PA00094742 », notice no PA00094742 | 43° 32′ 40″ nord, 0° 52′ 49″ est    |       |
| Château de Clermont-Savès                                                          | Clermont-Savès                              | Gers                    | Occitanie                  | inscrit    | « PA00094767 », notice no PA00094767 | 43° 37′ 09″ nord, 1° 01′ 38″ est    |       |
| Château de Laas                                                                    | Laas                                        | Gers                    | Occitanie                  | inscrit    | « PA00094815 », notice no PA00094815 | 43° 28′ 15″ nord, 0° 18′ 15″ est    |       |
| Église Saint-Martin d'Heux                                                         | Larroque-sur-l'Osse                         | Gers                    | Occitanie                  | inscrit    | « PA00094831 », notice no PA00094831 | 43° 59′ 27″ nord, 0° 17′ 25″ est    |       |
| Couvent des Capucins de Lombez                                                     | Lombez                                      | Gers                    | Occitanie                  | inscrit    | « PA00094845 », notice no PA00094845 | 43° 28′ 32″ nord, 0° 54′ 32″ est    |       |
| Église de Puycasquier                                                              | Puycasquier                                 | Gers                    | Occitanie                  | inscrit    | « PA00094896 », notice no PA00094896 | 43° 44′ 46″ nord, 0° 44′ 52″ est    |       |
| Château de Sainte-Mère                                                             | Sainte-Mère                                 | Gers                    | Occitanie                  | classé     | « PA32000007 », notice no PA32000007 | 44° 00′ 20″ nord, 0° 40′ 01″ est    |       |
| Chartreuse de Fontcastel                                                           | Mérignac                                    | Gironde                 | Nouvelle-Aquitaine         | inscrit    | « PA00083627 », notice no PA00083627 | 44° 50′ 13″ nord, 0° 38′ 26″ ouest  |       |
| Moulin à vent de la Garde-de-Roland                                                | Saint-Seurin-de-Cursac                      | Gironde                 | Nouvelle-Aquitaine         | inscrit    | « PA00083803 », notice no PA00083803 | 45° 09′ 11″ nord, 0° 37′ 57″ ouest  |       |
| Fort Delgrès                                                                       | Basse-Terre                                 | Guadeloupe              | Guadeloupe                 | classé     | « PA00105850 », notice no PA00105850 | 15° 59′ 17″ nord, 61° 43′ 24″ ouest |       |
| Maison                                                                             | Ottmarsheim                                 | Haut-Rhin               | Grand Est                  | inscrit    | « PA00085581 », notice no PA00085581 | 47° 47′ 20″ nord, 7° 30′ 22″ est    |       |
| Gîte d'étape romain                                                                | Wintzenheim                                 | Haut-Rhin               | Grand Est                  | classé     | « PA00085740 », notice no PA00085740 | 48° 03′ 45″ nord, 7° 17′ 32″ est    |       |
| Pieve San Ghjuvanni du Ponte a u Larice d’Altiani                                  | Altiani                                     | Haute-Corse             | Corse                      | classé     | « PA00099153 », notice no PA00099153 | 42° 13′ 21″ nord, 9° 15′ 55″ est    |       |
| Pont génois                                                                        | Altiani                                     | Haute-Corse             | Corse                      | classé     | « PA00099154 », notice no PA00099154 | 42° 13′ 19″ nord, 9° 15′ 55″ est    |       |
| Citadelle de Bastia et Palais des Gouverneurs                                      | Bastia                                      | Haute-Corse             | Corse                      | classé     | « PA00099158 », notice no PA00099158 | 42° 41′ 37″ nord, 9° 27′ 04″ est    |       |
| Citadelle de Corte                                                                 | Corte                                       | Haute-Corse             | Corse                      | classé     | « PA00099192 », notice no PA00099192 | 42° 18′ 21″ nord, 9° 08′ 54″ est    |       |
| Église San Quilico                                                                 | Giocatojo                                   | Haute-Corse             | Corse                      | classé     | « PA00099202 », notice no PA00099202 | 42° 26′ 36″ nord, 9° 21′ 14″ est    |       |
| Château de Tuda                                                                    | Olmeta-di-Tuda                              | Haute-Corse             | Corse                      | inscrit    | « PA00099224 », notice no PA00099224 | 42° 36′ 42″ nord, 9° 21′ 18″ est    |       |
| Couvent Saint-Joseph                                                               | Santo-Pietro-di-Tenda                       | Haute-Corse             | Corse                      | inscrit    | « PA00099246 », notice no PA00099246 | 42° 36′ 33″ nord, 9° 16′ 19″ est    |       |
| Fortin de Pasciolo                                                                 | Vivario                                     | Haute-Corse             | Corse                      | classé     | « PA00099259 », notice no PA00099259 | 42° 10′ 52″ nord, 9° 09′ 42″ est    |       |
| Thermes Chambert                                                                   | Bagnères-de-Luchon                          | Haute-Garonne           | Occitanie                  | inscrit    | « PA00094281 », notice no PA00094281 | 42° 47′ 06″ nord, 0° 35′ 38″ est    |       |
| Église Saint-Étienne de Cathervielle                                               | Cathervielle                                | Haute-Garonne           | Occitanie                  | inscrit    | « PA00094309 », notice no PA00094309 | 42° 48′ 38″ nord, 0° 30′ 20″ est    |       |
| Église de la Nativité-de-la-Sainte-Vierge de Cirès                                 | Cirès                                       | Haute-Garonne           | Occitanie                  | inscrit    | « PA00094318 », notice no PA00094318 | 42° 51′ 13″ nord, 0° 31′ 01″ est    |       |
| Château de Guran                                                                   | Guran                                       | Haute-Garonne           | Occitanie                  | inscrit    | « PA00094353 », notice no PA00094353 | 42° 53′ 33″ nord, 0° 37′ 04″ est    |       |
| Pigeonnier de Labège                                                               | Labège                                      | Haute-Garonne           | Occitanie                  | inscrit    | « PA00094360 », notice no PA00094360 | 43° 31′ 58″ nord, 1° 31′ 14″ est    |       |
| Immeuble                                                                           | Toulouse                                    | Haute-Garonne           | Occitanie                  | classé     | « PA00094594 », notice no PA00094594 | 43° 36′ 18″ nord, 1° 26′ 14″ est    |       |
| Église Saint-Pierre des Cuisines                                                   | Toulouse                                    | Haute-Garonne           | Occitanie                  | classé     | « PA00094523 », notice no PA00094523 | 43° 36′ 15″ nord, 1° 26′ 08″ est    |       |
| Tour de défense de Villemur-sur-Tarn                                               | Villemur-sur-Tarn                           | Haute-Garonne           | Occitanie                  | classé     | « PA00094662 », notice no PA00094662 | 43° 51′ 49″ nord, 1° 30′ 18″ est    |       |
| Maison forte de La Chaise-Dieu                                                     | La Chaise-Dieu                              | Haute-Loire             | Auvergne-Rhône-Alpes       | inscrit    | « PA00092638 », notice no PA00092638 | 45° 19′ 16″ nord, 3° 41′ 39″ est    |       |
| Ferme Perrel                                                                       | Moudeyres                                   | Haute-Loire             | Auvergne-Rhône-Alpes       | classé     | « PA00092721 », notice no PA00092721 | 44° 57′ 20″ nord, 4° 06′ 07″ est    |       |
| Hôtel de Fillière de Charrouihl                                                    | Le Puy-en-Velay                             | Haute-Loire             | Auvergne-Rhône-Alpes       | inscrit    | « PA00092762 », notice no PA00092762 | 45° 02′ 41″ nord, 3° 53′ 06″ est    |       |
| Hôtel Hugon de Coubladour                                                          | Le Puy-en-Velay                             | Haute-Loire             | Auvergne-Rhône-Alpes       | inscrit    | « PA00092764 », notice no PA00092764 | 45° 02′ 42″ nord, 3° 53′ 09″ est    |       |
| Maison Renaissance                                                                 | Baissey                                     | Haute-Marne             | Grand Est                  | inscrit    | « PA00079070 », notice no PA00079070 | 47° 45′ 09″ nord, 5° 15′ 17″ est    |       |
| Église Saint-Martin                                                                | Langres                                     | Haute-Marne             | Grand Est                  | classé     | « PA00079096 », notice no PA00079096 | 47° 51′ 38″ nord, 5° 19′ 57″ est    |       |
| Château de Beaujeu-Saint-Vallier-Pierrejux-et-Quitteur                             | Beaujeu-Saint-Vallier-Pierrejux-et-Quitteur | Haute-Saône             | Bourgogne-Franche-Comté    | inscrit    | « PA00102116 », notice no PA00102116 | 47° 30′ 23″ nord, 5° 40′ 40″ est    |       |
| Abbaye de Lure                                                                     | Lure                                        | Haute-Saône             | Bourgogne-Franche-Comté    | inscrit    | « PA00102199 », notice no PA00102199 | 47° 41′ 13″ nord, 6° 29′ 28″ est    |       |
| Fontaine du Cygne                                                                  | Montbozon                                   | Haute-Saône             | Bourgogne-Franche-Comté    | classé     | « PA00102227 », notice no PA00102227 | 47° 27′ 55″ nord, 6° 15′ 41″ est    |       |
| Croix Saint-Roch                                                                   | Pesmes                                      | Haute-Saône             | Bourgogne-Franche-Comté    | classé     | « PA00102247 », notice no PA00102247 | 47° 17′ 01″ nord, 5° 33′ 48″ est    |       |
| Château Rouillaud                                                                  | Pesmes                                      | Haute-Saône             | Bourgogne-Franche-Comté    | inscrit    | « PA00102245 », notice no PA00102245 | 47° 16′ 43″ nord, 5° 33′ 47″ est    |       |
| Maison forte de Sorans-lès-Breurey                                                 | Sorans-lès-Breurey                          | Haute-Saône             | Bourgogne-Franche-Comté    | inscrit    | « PA00102275 », notice no PA00102275 | 47° 23′ 54″ nord, 6° 02′ 53″ est    |       |
| Maison forte de La Sauffaz                                                         | Saint-Félix                                 | Haute-Savoie            | Auvergne-Rhône-Alpes       | inscrit    | « PA00118431 », notice no PA00118431 | 45° 49′ 06″ nord, 5° 58′ 40″ est    |       |
| Maison                                                                             | Taninges                                    | Haute-Savoie            | Auvergne-Rhône-Alpes       | inscrit    | « PA00118450 », notice no PA00118450 | 46° 06′ 32″ nord, 6° 35′ 31″ est    |       |
| Église Saint-Pierre-ès-Liens de Texon                                              | Flavignac                                   | Haute-Vienne            | Nouvelle-Aquitaine         | inscrit    | « PA00100313 », notice no PA00100313 | 45° 44′ 18″ nord, 1° 05′ 04″ est    |       |
| Calvaire de Laurière                                                               | Laurière                                    | Haute-Vienne            | Nouvelle-Aquitaine         | classé     | « PA00100327 », notice no PA00100327 | 46° 04′ 49″ nord, 1° 28′ 18″ est    |       |
| Hôtel Nieaud                                                                       | Limoges                                     | Haute-Vienne            | Nouvelle-Aquitaine         | inscrit    | « PA00100360 », notice no PA00100360 | 45° 50′ 01″ nord, 1° 15′ 38″ est    |       |
| Hôtel Bourdeau de Lajudie                                                          | Limoges                                     | Haute-Vienne            | Nouvelle-Aquitaine         | inscrit    | « PA00100352 », notice no PA00100352 | 45° 49′ 49″ nord, 1° 15′ 34″ est    |       |
| Église Saint-Pardoux de Saint-Pardoux                                              | Saint-Pardoux                               | Haute-Vienne            | Nouvelle-Aquitaine         | inscrit    | « PA00100483 », notice no PA00100483 | 46° 03′ 28″ nord, 1° 16′ 50″ est    |       |
| Église Sainte-Anne de Sainte-Anne-Saint-Priest                                     | Sainte-Anne-Saint-Priest                    | Haute-Vienne            | Nouvelle-Aquitaine         | inscrit    | « PA00100437 », notice no PA00100437 | 45° 42′ 35″ nord, 1° 40′ 51″ est    |       |
| Église de Saint-Priest-les-Vergnes                                                 | Sainte-Anne-Saint-Priest                    | Haute-Vienne            | Nouvelle-Aquitaine         | classé     | « PA00100438 », notice no PA00100438 | 45° 41′ 18″ nord, 1° 41′ 13″ est    |       |
| Château de la Cosse                                                                | Veyrac                                      | Haute-Vienne            | Nouvelle-Aquitaine         | classé     | « PA00100509 », notice no PA00100509 | 45° 52′ 27″ nord, 1° 07′ 40″ est    |       |
| Église Saint-Romain de Molines-en-Queyras                                          | Molines-en-Queyras                          | Hautes-Alpes            | Provence-Alpes-Côte d'Azur | classé     | « PA00080579 », notice no PA00080579 | 44° 43′ 54″ nord, 6° 50′ 19″ est    |       |
| Tumulus de la Halliade                                                             | Bartrès                                     | Hautes-Pyrénées         | Occitanie                  | classé     | « PA00095343 », notice no PA00095343 | 43° 08′ 52″ nord, 0° 03′ 42″ ouest  |       |
| Chapelle Saint-Brice de Betbèze                                                    | Betbèze                                     | Hautes-Pyrénées         | Occitanie                  | inscrit    | « PA00095348 », notice no PA00095348 | 43° 17′ 53″ nord, 0° 33′ 00″ est    |       |
| Collégiale de l'Assomption de Castelnau-Magnoac                                    | Castelnau-Magnoac                           | Hautes-Pyrénées         | Occitanie                  | inscrit    | « PA00095361 », notice no PA00095361 | 43° 17′ 42″ nord, 0° 30′ 25″ est    |       |
| Château de Horgues                                                                 | Horgues                                     | Hautes-Pyrénées         | Occitanie                  | inscrit    | « PA00095378 », notice no PA00095378 | 43° 11′ 20″ nord, 0° 05′ 24″ est    |       |
| Église Saint-Pierre de Saint-Pé-de-Bigorre                                         | Saint-Pé-de-Bigorre                         | Hautes-Pyrénées         | Occitanie                  | classé     | « PA00095412 », notice no PA00095412 | 43° 06′ 10″ nord, 0° 09′ 37″ ouest  |       |
| Église des Carmes de Trie-sur-Baïse                                                | Trie-sur-Baïse                              | Hautes-Pyrénées         | Occitanie                  | inscrit    | « PA00095438 », notice no PA00095438 | 43° 19′ 13″ nord, 0° 22′ 20″ est    |       |
| Hôtel de Journet                                                                   | Vic-en-Bigorre                              | Hautes-Pyrénées         | Occitanie                  | inscrit    | « PA00095440 », notice no PA00095440 | 43° 23′ 17″ nord, 0° 03′ 12″ est    |       |
| Maison Gravant                                                                     | Sèvres                                      | Hauts-de-Seine          | Île-de-France              | inscrit    | « PA00088154 », notice no PA00088154 | 48° 49′ 29″ nord, 2° 12′ 28″ est    |       |
| Hôtel de Guidais                                                                   | Montpellier                                 | Hérault                 | Occitanie                  | classé     | « PA00103567 », notice no PA00103567 | 43° 36′ 39″ nord, 3° 52′ 06″ est    |       |
| Église Saint-Martin de Sussargues                                                  | Sussargues                                  | Hérault                 | Occitanie                  | inscrit    | « PA00103735 », notice no PA00103735 | 43° 42′ 50″ nord, 4° 00′ 10″ est    |       |
| Moulin de la Saline                                                                | Cherrueix                                   | Ille-et-Vilaine         | Bretagne                   | inscrit    | « PA00090530 », notice no PA00090530 | 48° 36′ 20″ nord, 1° 43′ 25″ ouest  |       |
| Moulin de la Colimassière                                                          | Cherrueix                                   | Ille-et-Vilaine         | Bretagne                   | inscrit    | « PA00090531 », notice no PA00090531 | 48° 36′ 20″ nord, 1° 43′ 29″ ouest  |       |
| Moulin des Mondrins                                                                | Cherrueix                                   | Ille-et-Vilaine         | Bretagne                   | inscrit    | « PA00090532 », notice no PA00090532 | 48° 36′ 20″ nord, 1° 43′ 40″ ouest  |       |
| Moulin du Tertre                                                                   | Mont-Dol                                    | Ille-et-Vilaine         | Bretagne                   | inscrit    | « PA00089343 », notice no PA00089343 | 48° 34′ 18″ nord, 1° 46′ 08″ ouest  |       |
| Église Saint-Martin                                                                | Moutiers                                    | Ille-et-Vilaine         | Bretagne                   | inscrit    | « PA00090641 », notice no PA00090641 | 47° 58′ 00″ nord, 1° 12′ 47″ ouest  |       |
| Pierre de Richebourg                                                               | Retiers                                     | Ille-et-Vilaine         | Bretagne                   | classé     | « PA00090756 », notice no PA00090756 | 47° 52′ 57″ nord, 1° 19′ 23″ ouest  |       |
| Nouveau Logis                                                                      | Candes-Saint-Martin                         | Indre-et-Loire          | Centre-Val de Loire        | inscrit    | « PA00097610 », notice no PA00097610 | 47° 12′ 40″ nord, 0° 04′ 19″ est    |       |
| Manoir de la Chetalière                                                            | Maillé                                      | Indre-et-Loire          | Centre-Val de Loire        | inscrit    | « PA00097856 », notice no PA00097856 | 47° 03′ 46″ nord, 0° 35′ 47″ est    |       |
| Château du Châtelier                                                               | Paulmy                                      | Indre-et-Loire          | Centre-Val de Loire        | classé     | « PA00097908 », notice no PA00097908 | 46° 58′ 45″ nord, 0° 48′ 44″ est    |       |
| Château de La Vallière                                                             | Reugny                                      | Indre-et-Loire          | Centre-Val de Loire        | inscrit    | « PA00097941 », notice no PA00097941 | 47° 28′ 59″ nord, 0° 53′ 06″ est    |       |
| Église Saint-Martin de Rilly-sur-Vienne                                            | Rilly-sur-Vienne                            | Indre-et-Loire          | Centre-Val de Loire        | inscrit    | « PA00098038 », notice no PA00098038 | 47° 03′ 23″ nord, 0° 29′ 31″ est    |       |
| Château de Sepmes                                                                  | Sepmes                                      | Indre-et-Loire          | Centre-Val de Loire        | classé     | « PA00098112 », notice no PA00098112 | 47° 04′ 01″ nord, 0° 40′ 31″ est    |       |
| Couvent des Capucins                                                               | Tours                                       | Indre-et-Loire          | Centre-Val de Loire        | inscrit    | « PA00098143 », notice no PA00098143 | 47° 24′ 21″ nord, 0° 41′ 00″ est    |       |
| Château du Verger                                                                  | Vou                                         | Indre-et-Loire          | Centre-Val de Loire        | inscrit    | « PA00098296 », notice no PA00098296 | 47° 05′ 27″ nord, 0° 51′ 30″ est    |       |
| Château d'Amblérieu                                                                | La Balme-les-Grottes                        | Isère                   | Auvergne-Rhône-Alpes       | inscrit    | « PA00117117 », notice no PA00117117 | 45° 50′ 13″ nord, 5° 19′ 40″ est    |       |
| Église de l'Assomption de Clelles                                                  | Clelles                                     | Isère                   | Auvergne-Rhône-Alpes       | inscrit    | « PA00117138 », notice no PA00117138 | 44° 49′ 40″ nord, 5° 37′ 27″ est    |       |
| Immeuble                                                                           | La Côte-Saint-André                         | Isère                   | Auvergne-Rhône-Alpes       | inscrit    | « PA00117146 », notice no PA00117146 | 45° 23′ 40″ nord, 5° 15′ 43″ est    |       |
| Musée archéologique                                                                | Grenoble                                    | Isère                   | Auvergne-Rhône-Alpes       | classé     | « PA00117182 », notice no PA00117182 | 45° 11′ 52″ nord, 5° 43′ 53″ est    |       |
| Château de Montrevel                                                               | Montrevel                                   | Isère                   | Auvergne-Rhône-Alpes       | inscrit    | « PA00117225 », notice no PA00117225 | 45° 29′ 13″ nord, 5° 23′ 51″ est    |       |
| Château de Montplaisant                                                            | Saint-Hilaire-de-Brens                      | Isère                   | Auvergne-Rhône-Alpes       | inscrit    | « PA00117255 », notice no PA00117255 | 45° 40′ 13″ nord, 5° 16′ 53″ est    |       |
| Château de Saint-Jean-de-Chépy                                                     | Tullins                                     | Isère                   | Auvergne-Rhône-Alpes       | inscrit    | « PA00117299 », notice no PA00117299 | 45° 18′ 16″ nord, 5° 30′ 37″ est    |       |
| Château de Bersaillin                                                              | Bersaillin                                  | Jura                    | Bourgogne-Franche-Comté    | inscrit    | « PA00101817 », notice no PA00101817 | 46° 51′ 36″ nord, 5° 35′ 52″ est    |       |
| Chapelle des Carmes de Saint-Claude                                                | Saint-Claude                                | Jura                    | Bourgogne-Franche-Comté    | inscrit    | « PA00102014 », notice no PA00102014 | 46° 23′ 14″ nord, 5° 51′ 43″ est    |       |
| Maison                                                                             | Gabarret                                    | Landes                  | Nouvelle-Aquitaine         | inscrit    | « PA00083945 », notice no PA00083945 | 43° 59′ 06″ nord, 0° 00′ 38″ est    |       |
| Moulin à vent de Parleboscq                                                        | Parleboscq                                  | Landes                  | Nouvelle-Aquitaine         | inscrit    | « PA00083995 », notice no PA00083995 | 43° 55′ 01″ nord, 0° 01′ 11″ est    |       |
| Palais de justice                                                                  | Blois                                       | Loir-et-Cher            | Centre-Val de Loire        | inscrit    | « PA00098390 », notice no PA00098390 | 47° 35′ 22″ nord, 1° 20′ 00″ est    |       |
| Hôtel de préfecture de Loir-et-Cher                                                | Blois                                       | Loir-et-Cher            | Centre-Val de Loire        | inscrit    | « PA00098392 », notice no PA00098392 | 47° 35′ 27″ nord, 1° 20′ 02″ est    |       |
| Château des Radrets                                                                | Sargé-sur-Braye                             | Loir-et-Cher            | Centre-Val de Loire        | inscrit    | « PA00098591 », notice no PA00098591 | 47° 56′ 11″ nord, 0° 51′ 04″ est    |       |
| Manoir de la Mure                                                                  | Saint-Jean-Saint-Maurice-sur-Loire          | Loire                   | Auvergne-Rhône-Alpes       | inscrit    | « PA00117629 », notice no PA00117629 | 45° 57′ 52″ nord, 4° 00′ 40″ est    |       |
| Château d'Ancenis                                                                  | Ancenis                                     | Loire-Atlantique        | Pays de la Loire           | classé     | « PA00108562 », notice no PA00108562 | 47° 21′ 52″ nord, 1° 10′ 36″ ouest  |       |
| Château de Blain                                                                   | Blain                                       | Loire-Atlantique        | Pays de la Loire           | classé     | « PA00108572 », notice no PA00108572 | 47° 28′ 00″ nord, 1° 45′ 53″ ouest  |       |
| Menhir des Pierres Couchées                                                        | Saint-Brevin-les-Pins                       | Loire-Atlantique        | Pays de la Loire           | classé     | « PA00108793 », notice no PA00108793 | 47° 12′ 12″ nord, 2° 08′ 53″ ouest  |       |
| Menhir du Plessis-Gamat                                                            | Saint-Brevin-les-Pins                       | Loire-Atlantique        | Pays de la Loire           | classé     | « PA00108795 », notice no PA00108795 | 47° 15′ 18″ nord, 2° 09′ 17″ ouest  |       |
| Chapelle du Vieux Bourg                                                            | Vallons-de-l'Erdre                          | Loire-Atlantique        | Pays de la Loire           | classé     | « PA00108822 », notice no PA00108822 | 47° 35′ 00″ nord, 1° 11′ 30″ ouest  |       |
| Gisement préhistorique de la Pierre-aux-Fées                                       | Cepoy                                       | Loiret                  | Centre-Val de Loire        | classé     | « PA00098728 », notice no PA00098728 | 48° 02′ 48″ nord, 2° 44′ 55″ est    |       |
| Gisement préhistorique de la Maison Blanche                                        | Fontenay-sur-Loing                          | Loiret                  | Centre-Val de Loire        | classé     | « PA00098780 », notice no PA00098780 | 48° 04′ 04″ nord, 2° 45′ 21″ est    |       |
| Immeuble des Mirepoises                                                            | Cahors                                      | Lot                     | Occitanie                  | inscrit    | « PA00095005 », notice no PA00095005 | 44° 27′ 03″ nord, 1° 26′ 25″ est    |       |
| Église Saint-Firmin de Francoulès                                                  | Francoulès                                  | Lot                     | Occitanie                  | inscrit    | « PA00095093 », notice no PA00095093 | 44° 32′ 38″ nord, 1° 29′ 26″ est    |       |
| Château de Marcillac                                                               | Saint-Cyprien                               | Lot                     | Occitanie                  | inscrit    | « PA00095239 », notice no PA00095239 | 44° 18′ 30″ nord, 1° 14′ 48″ est    |       |
| Château de Barbaste                                                                | Barbaste                                    | Lot-et-Garonne          | Nouvelle-Aquitaine         | inscrit    | « PA00084069 », notice no PA00084069 | 44° 10′ 11″ nord, 0° 17′ 15″ est    |       |
| Dolmen du Buisson                                                                  | Mas-Saint-Chély                             | Lozère                  | Occitanie                  | classé     | « PA00103855 », notice no PA00103855 | 44° 19′ 50″ nord, 3° 25′ 36″ est    |       |
| Collège des Doctrinaires                                                           | Mende                                       | Lozère                  | Occitanie                  | inscrit    | « PA00103857 », notice no PA00103857 | 44° 31′ 08″ nord, 3° 29′ 55″ est    |       |
| Villa gallo-romaine de Saint-Martin-de-Lansuscle                                   | Saint-Martin-de-Lansuscle                   | Lozère                  | Occitanie                  | inscrit    | « PA00103930 », notice no PA00103930 | 44° 13′ 58″ nord, 3° 45′ 57″ est    |       |
| Hôtel de Flore                                                                     | Angers                                      | Maine-et-Loire          | Pays de la Loire           | inscrit    | « PA00108898 », notice no PA00108898 | 47° 28′ 20″ nord, 0° 32′ 57″ ouest  |       |
| Hôtel de Flore, Immeuble                                                           | Angers                                      | Maine-et-Loire          | Pays de la Loire           | inscrit    | « PA00108899 », notice no PA00108899 | 47° 28′ 20″ nord, 0° 32′ 57″ ouest  |       |
| Hôtel de Flore, Immeuble                                                           | Angers                                      | Maine-et-Loire          | Pays de la Loire           | inscrit    | « PA00108900 », notice no PA00108900 | 47° 28′ 20″ nord, 0° 32′ 57″ ouest  |       |
| Manoir de Princé                                                                   | Beaufort-en-Anjou                           | Maine-et-Loire          | Pays de la Loire           | inscrit    | « PA00108963 », notice no PA00108963 | 47° 27′ 43″ nord, 0° 11′ 17″ ouest  |       |
| Château de Beauchesne                                                              | Champtocé-sur-Loire                         | Maine-et-Loire          | Pays de la Loire           | inscrit    | « PA00109015 », notice no PA00109015 | 47° 26′ 43″ nord, 0° 54′ 08″ ouest  |       |
| Moulin de Patouillet                                                               | Brissac Loire Aubance                       | Maine-et-Loire          | Pays de la Loire           | inscrit    | « PA00109029 », notice no PA00109029 | 47° 21′ 07″ nord, 0° 22′ 58″ ouest  |       |
| Presbytère de Chemiré-sur-Sarthe                                                   | Morannes sur Sarthe-Daumeray                | Maine-et-Loire          | Pays de la Loire           | inscrit    | « PA00109044 », notice no PA00109044 | 47° 45′ 03″ nord, 0° 25′ 52″ ouest  |       |
| Prieuré du Gravier                                                                 | Les Hauts-d'Anjou                           | Maine-et-Loire          | Pays de la Loire           | inscrit    | « PA00109061 », notice no PA00109061 | 47° 43′ 59″ nord, 0° 26′ 36″ ouest  |       |
| Château de la Cour de Cellières                                                    | Juvardeil                                   | Maine-et-Loire          | Pays de la Loire           | inscrit    | « PA00109144 », notice no PA00109144 | 47° 38′ 34″ nord, 0° 30′ 04″ ouest  |       |
| Église de la Madeleine-et-Saint-Jean                                               | Louresse-Rochemenier                        | Maine-et-Loire          | Pays de la Loire           | inscrit    | « PA00109161 », notice no PA00109161 | 47° 13′ 44″ nord, 0° 17′ 02″ ouest  |       |
| Château de Vaux                                                                    | Miré                                        | Maine-et-Loire          | Pays de la Loire           | classé     | « PA00109185 », notice no PA00109185 | 47° 47′ 06″ nord, 0° 30′ 52″ ouest  |       |
| Moulin de la Roche                                                                 | La Possonnière                              | Maine-et-Loire          | Pays de la Loire           | inscrit    | « PA00109232 », notice no PA00109232 | 47° 23′ 02″ nord, 0° 43′ 51″ ouest  |       |
| Manoir de la Ranloue                                                               | Saint-Barthélemy-d'Anjou                    | Maine-et-Loire          | Pays de la Loire           | inscrit    | « PA00109256 », notice no PA00109256 | 47° 28′ 06″ nord, 0° 30′ 00″ ouest  |       |
| Moulin des Giraults                                                                | Brissac Loire Aubance                       | Maine-et-Loire          | Pays de la Loire           | inscrit    | « PA00109298 », notice no PA00109298 | 47° 23′ 23″ nord, 0° 25′ 34″ ouest  |       |
| Moulin à vent des Quatre Croix                                                     | Brissac Loire Aubance                       | Maine-et-Loire          | Pays de la Loire           | inscrit    | « PA00109300 », notice no PA00109300 | 47° 23′ 23″ nord, 0° 25′ 34″ ouest  |       |
| Manoir de la Groye                                                                 | Brissac Loire Aubance                       | Maine-et-Loire          | Pays de la Loire           | classé     | « PA00109295 », notice no PA00109295 | 47° 23′ 58″ nord, 0° 26′ 09″ ouest  |       |
| Grand Moulin de Saint-Saturnin-sur-Loire                                           | Brissac Loire Aubance                       | Maine-et-Loire          | Pays de la Loire           | inscrit    | « PA00109299 », notice no PA00109299 | 47° 23′ 23″ nord, 0° 25′ 34″ ouest  |       |
| Moulin de Denneron                                                                 | Brissac Loire Aubance                       | Maine-et-Loire          | Pays de la Loire           | inscrit    | « PA00109296 », notice no PA00109296 | 47° 23′ 23″ nord, 0° 25′ 34″ ouest  |       |
| Moulin à vent de La Croix-des-Noues                                                | Varennes-sur-Loire                          | Maine-et-Loire          | Pays de la Loire           | inscrit    | « PA00109398 », notice no PA00109398 | 47° 14′ 31″ nord, 0° 02′ 37″ est    |       |
| Moulins à vent du Champ des Îles                                                   | Varennes-sur-Loire                          | Maine-et-Loire          | Pays de la Loire           | inscrit    | « PA00109399 », notice no PA00109399 | 47° 14′ 21″ nord, 0° 02′ 50″ est    |       |
| Manoir de la Fieffe                                                                | Cherbourg-en-Cotentin (Cherbourg-Octeville) | Manche                  | Normandie                  | inscrit    | « PA00110409 », notice no PA00110409 | 49° 37′ 08″ nord, 1° 35′ 15″ ouest  |       |
| Manoir de la Cour                                                                  | Gonfreville                                 | Manche                  | Normandie                  | inscrit    | « PA00110410 », notice no PA00110410 | 49° 14′ 24″ nord, 1° 23′ 34″ ouest  |       |
| Logis de Montgothier                                                               | Isigny-le-Buat                              | Manche                  | Normandie                  | inscrit    | « PA00110435 », notice no PA00110435 | 48° 38′ 20″ nord, 1° 12′ 23″ ouest  |       |
| Pierre Saint-Martin                                                                | Saint-Cyr-du-Bailleul                       | Manche                  | Normandie                  | classé     | « PA00110566 », notice no PA00110566 | 48° 34′ 06″ nord, 0° 47′ 08″ ouest  |       |
| Manoir de Gonneville : façades et toitures, cheminées, pigeonnier                  | Saint-Jacques-de-Néhou                      | Manche                  | Normandie                  | inscrit    | « PA00110576 », notice no PA00110576 | 49° 26′ 15″ nord, 1° 38′ 27″ ouest  |       |
| Pierre Saint-Benoit                                                                | Saint-James                                 | Manche                  | Normandie                  | classé     | « PA00110578 », notice no PA00110578 | 48° 32′ 03″ nord, 1° 19′ 07″ ouest  |       |
| Allée couverte des Cartesières                                                     | Saint-Symphorien-des-Monts                  | Manche                  | Normandie                  | classé     | « PA00110606 », notice no PA00110606 | 48° 32′ 11″ nord, 1° 00′ 13″ ouest  |       |
| Église Notre-Dame de Châtillon-sur-Broué                                           | Châtillon-sur-Broué                         | Marne                   | Grand Est                  | inscrit    | « PA00078661 », notice no PA00078661 | 48° 32′ 45″ nord, 4° 42′ 17″ est    |       |
| Château de Mairy-sur-Marne                                                         | Mairy-sur-Marne                             | Marne                   | Grand Est                  | inscrit    | « PA00078735 », notice no PA00078735 | 48° 53′ 00″ nord, 4° 25′ 07″ est    |       |
| Château de la Vezouzière                                                           | Bouère                                      | Mayenne                 | Pays de la Loire           | inscrit    | « PA00109474 », notice no PA00109474 | 47° 51′ 01″ nord, 0° 28′ 07″ ouest  |       |
| Chapelle Casenove de Maidières                                                     | Maidières                                   | Meurthe-et-Moselle      | Grand Est                  | inscrit    | « PA00106085 », notice no PA00106085 | 48° 54′ 03″ nord, 6° 02′ 29″ est    |       |
| Immeuble                                                                           | Nancy                                       | Meurthe-et-Moselle      | Grand Est                  | inscrit    | « PA00106127 », notice no PA00106127 | 48° 41′ 11″ nord, 6° 09′ 43″ est    |       |
| Pharmacie Jacques                                                                  | Nancy                                       | Meurthe-et-Moselle      | Grand Est                  | inscrit    | « PA00106188 », notice no PA00106188 | 48° 41′ 12″ nord, 6° 10′ 17″ est    |       |
| Immeuble                                                                           | Nancy                                       | Meurthe-et-Moselle      | Grand Est                  | inscrit    | « PA00106126 », notice no PA00106126 | 48° 41′ 11″ nord, 6° 09′ 43″ est    |       |
| Maison de Coriolis                                                                 | Nancy                                       | Meurthe-et-Moselle      | Grand Est                  | inscrit    | « PA00106289 », notice no PA00106289 | 48° 40′ 47″ nord, 6° 11′ 47″ est    |       |
| Caserne Duroc                                                                      | Pont-à-Mousson                              | Meurthe-et-Moselle      | Grand Est                  | inscrit    | « PA00106332 », notice no PA00106332 | 48° 54′ 25″ nord, 6° 03′ 08″ est    |       |
| Chapelle Saint-André                                                               | Cléguérec                                   | Morbihan                | Bretagne                   | inscrit    | « PA00091158 », notice no PA00091158 | 48° 08′ 41″ nord, 3° 00′ 32″ ouest  |       |
| Dolmens à couloir de Kerroc'h                                                      | Quéven                                      | Morbihan                | Bretagne                   | classé     | « PA00091603 », notice no PA00091603 | 47° 47′ 57″ nord, 3° 24′ 59″ ouest  |       |
| Chapelle Sainte-Suzanne                                                            | Sérent                                      | Morbihan                | Bretagne                   | classé     | « PA00091742 », notice no PA00091742 | 47° 50′ 42″ nord, 2° 30′ 31″ ouest  |       |
| Couvent des Augustins de Cosne-Cours-sur-Loire                                     | Cosne-Cours-sur-Loire                       | Nièvre                  | Bourgogne-Franche-Comté    | inscrit    | « PA00112865 », notice no PA00112865 | 47° 24′ 37″ nord, 2° 55′ 25″ est    |       |
| Église Saint-Saulge de Saint-Saulge                                                | Saint-Saulge                                | Nièvre                  | Bourgogne-Franche-Comté    | classé     | « PA00113018 », notice no PA00113018 | 47° 06′ 14″ nord, 3° 30′ 45″ est    |       |
| Moulin de l'Ingratitude                                                            | Boeschepe                                   | Nord                    | Hauts-de-France            | inscrit    | « PA00107378 », notice no PA00107378 | 50° 48′ 04″ nord, 2° 41′ 11″ est    |       |
| Moulin à vent dit Moulin du Nord                                                   | Hondschoote                                 | Nord                    | Hauts-de-France            | inscrit    | « PA00107553 », notice no PA00107553 | 50° 59′ 05″ nord, 2° 34′ 50″ est    |       |
| Moulin à vent d'Hofland, dit aussi moulin d'Accou                                  | Houtkerque                                  | Nord                    | Hauts-de-France            | inscrit    | « PA00107556 », notice no PA00107556 | 50° 53′ 34″ nord, 2° 34′ 43″ est    |       |
| Ancien Couvent des Minimes                                                         | Lille                                       | Nord                    | Hauts-de-France            | inscrit    | « PA00107576 », notice no PA00107576 | 50° 38′ 17″ nord, 3° 03′ 18″ est    |       |
| Maisons                                                                            | Lille                                       | Nord                    | Hauts-de-France            | inscrit    | « PA00107690 », notice no PA00107690 | 50° 38′ 10″ nord, 3° 03′ 33″ est    |       |
| Maison Coilliot                                                                    | Lille                                       | Nord                    | Hauts-de-France            | classé     | « PA00107670 », notice no PA00107670 | 50° 37′ 37″ nord, 3° 03′ 37″ est    |       |
| Moulin à vent Meesemaecker (point géodésique)                                      | Looberghe                                   | Nord                    | Hauts-de-France            | inscrit    | « PA00107731 », notice no PA00107731 | 50° 54′ 57″ nord, 2° 16′ 16″ est    |       |
| Édifice religieux de Maroilles                                                     | Maroilles                                   | Nord                    | Hauts-de-France            | inscrit    | « PA00107741 », notice no PA00107741 | 50° 08′ 01″ nord, 3° 45′ 36″ est    |       |
| Ancienne abbaye                                                                    | Maroilles                                   | Nord                    | Hauts-de-France            | inscrit    | « PA00107739 », notice no PA00107739 | 50° 07′ 59″ nord, 3° 45′ 31″ est    |       |
| Restes du moulin du Rhin                                                           | Ghyvelde                                    | Nord                    | Hauts-de-France            | inscrit    | « PA00107755 », notice no PA00107755 | 51° 01′ 02″ nord, 2° 31′ 03″ est    |       |
| Moulin du Sud                                                                      | Steenvoorde                                 | Nord                    | Hauts-de-France            | inscrit    | « PA00107831 », notice no PA00107831 | 50° 48′ 32″ nord, 2° 33′ 46″ est    |       |
| Moulin du Nord                                                                     | Steenvoorde                                 | Nord                    | Hauts-de-France            | inscrit    | « PA00107830 », notice no PA00107830 | 50° 48′ 54″ nord, 2° 34′ 10″ est    |       |
| Moulin à vent dit Steen-Meulen                                                     | Terdeghem                                   | Nord                    | Hauts-de-France            | inscrit    | « PA00107834 », notice no PA00107834 | 50° 48′ 02″ nord, 2° 35′ 01″ est    |       |
| Église de Flers-Bourg                                                              | Villeneuve-d'Ascq                           | Nord                    | Hauts-de-France            | classé     | « PA00107879 », notice no PA00107879 | 50° 38′ 10″ nord, 3° 07′ 46″ est    |       |
| Moulin de la Montagne                                                              | Watten                                      | Nord                    | Hauts-de-France            | inscrit    | « PA00107888 », notice no PA00107888 | 50° 49′ 42″ nord, 2° 13′ 04″ est    |       |
| Moulin de Riele                                                                    | Wormhout                                    | Nord                    | Hauts-de-France            | inscrit    | « PA00107895 », notice no PA00107895 | 50° 50′ 39″ nord, 2° 28′ 44″ est    |       |
| Église Saint-Denis de Crépy-en-Valois                                              | Crépy-en-Valois                             | Oise                    | Hauts-de-France            | inscrit    | « PA00114658 », notice no PA00114658 | 49° 14′ 19″ nord, 2° 53′ 04″ est    |       |
| Château d'Ivors                                                                    | Ivors                                       | Oise                    | Hauts-de-France            | classé     | « PA00114718 », notice no PA00114718 | 49° 12′ 03″ nord, 3° 00′ 49″ est    |       |
| Château du Meux                                                                    | Le Meux                                     | Oise                    | Hauts-de-France            | inscrit    | « PA00114747 », notice no PA00114747 | 49° 21′ 57″ nord, 2° 44′ 47″ est    |       |
| Gare de Pierrefonds                                                                | Pierrefonds                                 | Oise                    | Hauts-de-France            | inscrit    | « PA00114805 », notice no PA00114805 | 49° 20′ 56″ nord, 2° 58′ 18″ est    |       |
| Manoir de Bray                                                                     | Igé                                         | Orne                    | Normandie                  | inscrit    | « PA00110825 », notice no PA00110825 | 48° 18′ 25″ nord, 0° 28′ 43″ est    |       |
| Château d'Ô                                                                        | Mortrée                                     | Orne                    | Normandie                  | inscrit    | « PA00110871 », notice no PA00110871 | 48° 38′ 52″ nord, 0° 05′ 15″ est    |       |
| Chapelle de Clémencé                                                               | Saint-Cyr-la-Rosière                        | Orne                    | Normandie                  | inscrit    | « PA00110914 », notice no PA00110914 | 48° 19′ 28″ nord, 0° 38′ 29″ est    |       |
| Théâtre des Gobelins                                                               | 13e arrondissement de Paris                 | Paris                   | Île-de-France              | inscrit    | « PA00086604 », notice no PA00086604 | 48° 50′ 00″ nord, 2° 21′ 16″ est    |       |
| Cinéma Ranelagh                                                                    | 16e arrondissement de Paris                 | Paris                   | Île-de-France              | inscrit    | « PA00086712 », notice no PA00086712 | 48° 51′ 16″ nord, 2° 16′ 40″ est    |       |
| Hôtel Le Vavasseur                                                                 | 16e arrondissement de Paris                 | Paris                   | Île-de-France              | inscrit    | « PA00086673 », notice no PA00086673 | 48° 51′ 58″ nord, 2° 17′ 30″ est    |       |
| Immeuble                                                                           | 2e arrondissement de Paris                  | Paris                   | Île-de-France              | inscrit    | « PA00086056 », notice no PA00086056 | 48° 52′ 12″ nord, 2° 20′ 13″ est    |       |
| Annexe du siège central du Crédit lyonnais                                         | 2e arrondissement de Paris                  | Paris                   | Île-de-France              | inscrit    | « PA00086068 », notice no PA00086068 | 48° 52′ 10″ nord, 2° 20′ 17″ est    |       |
| Immeuble                                                                           | 2e arrondissement de Paris                  | Paris                   | Île-de-France              | inscrit    | « PA00086060 », notice no PA00086060 | 48° 52′ 13″ nord, 2° 20′ 08″ est    |       |
| Théâtre national de l'Opéra-Comique                                                | 2e arrondissement de Paris                  | Paris                   | Île-de-France              | classé     | « PA00086093 », notice no PA00086093 | 48° 52′ 15″ nord, 2° 20′ 16″ est    |       |
| Maison de Jacques Cœur                                                             | 4e arrondissement de Paris                  | Paris                   | Île-de-France              | classé     | « PA00086469 », notice no PA00086469 | 48° 51′ 32″ nord, 2° 21′ 22″ est    |       |
| Hôtel de Chalon-Luxembourg                                                         | 4e arrondissement de Paris                  | Paris                   | Île-de-France              | classé     | « PA00086280 », notice no PA00086280 | 48° 51′ 17″ nord, 2° 21′ 25″ est    |       |
| Immeuble                                                                           | 5e arrondissement de Paris                  | Paris                   | Île-de-France              | inscrit    | « PA00088445 », notice no PA00088445 | 48° 50′ 40″ nord, 2° 20′ 49″ est    |       |
| École                                                                              | 6e arrondissement de Paris                  | Paris                   | Île-de-France              | inscrit    | « PA00088506 », notice no PA00088506 | 48° 50′ 46″ nord, 2° 19′ 24″ est    |       |
| Couvent des Carmes (actuel Institut catholique de Paris)                           | 6e arrondissement de Paris                  | Paris                   | Île-de-France              | classé     | « PA00088500 », notice no PA00088500 | 48° 50′ 54″ nord, 2° 19′ 46″ est    |       |
| Hôpital Laënnec                                                                    | 7e arrondissement de Paris                  | Paris                   | Île-de-France              | classé     | « PA00088690 », notice no PA00088690 | 48° 50′ 59″ nord, 2° 19′ 19″ est    |       |
| Hôtel de Beauharnais                                                               | 7e arrondissement de Paris                  | Paris                   | Île-de-France              | inscrit    | « PA00088819 », notice no PA00088819 | 48° 52′ 25″ nord, 2° 19′ 35″ est    |       |
| Hôtel de Camondo                                                                   | 7e arrondissement de Paris                  | Paris                   | Île-de-France              | classé     | « PA00088821 », notice no PA00088821 | 48° 52′ 43″ nord, 2° 18′ 44″ est    |       |
| Cité d'Antin                                                                       | 9e arrondissement de Paris                  | Paris                   | Île-de-France              | inscrit    | « PA00088900 », notice no PA00088900 | 48° 52′ 27″ nord, 2° 20′ 03″ est    |       |
| Immeuble                                                                           | 9e arrondissement de Paris                  | Paris                   | Île-de-France              | inscrit    | « PA00088940 », notice no PA00088940 | 48° 52′ 24″ nord, 2° 20′ 00″ est    |       |
| Hôtel Moreau                                                                       | 9e arrondissement de Paris                  | Paris                   | Île-de-France              | inscrit    | « PA00088944 », notice no PA00088944 | 48° 52′ 20″ nord, 2° 20′ 04″ est    |       |
| Hôtel de Mademoiselle Mars                                                         | 9e arrondissement de Paris                  | Paris                   | Île-de-France              | inscrit    | « PA00088916 », notice no PA00088916 | 48° 52′ 40″ nord, 2° 20′ 03″ est    |       |
| Immeuble                                                                           | 9e arrondissement de Paris                  | Paris                   | Île-de-France              | inscrit    | « PA00088926 », notice no PA00088926 | 48° 52′ 52″ nord, 2° 19′ 48″ est    |       |
| Immeuble                                                                           | 9e arrondissement de Paris                  | Paris                   | Île-de-France              | inscrit    | « PA00088931 », notice no PA00088931 | 48° 52′ 15″ nord, 2° 19′ 41″ est    |       |
| Immeuble                                                                           | 9e arrondissement de Paris                  | Paris                   | Île-de-France              | inscrit    | « PA00088942 », notice no PA00088942 | 48° 52′ 24″ nord, 2° 20′ 00″ est    |       |
| Immeuble                                                                           | 9e arrondissement de Paris                  | Paris                   | Île-de-France              | inscrit    | « PA00088946 », notice no PA00088946 | 48° 52′ 47″ nord, 2° 19′ 46″ est    |       |
| Immeuble                                                                           | 9e arrondissement de Paris                  | Paris                   | Île-de-France              | inscrit    | « PA00088953 », notice no PA00088953 | 48° 52′ 46″ nord, 2° 20′ 15″ est    |       |
| Immeuble                                                                           | 9e arrondissement de Paris                  | Paris                   | Île-de-France              | inscrit    | « PA00088954 », notice no PA00088954 | 48° 52′ 17″ nord, 2° 20′ 05″ est    |       |
| Immeuble                                                                           | 9e arrondissement de Paris                  | Paris                   | Île-de-France              | inscrit    | « PA00088975 », notice no PA00088975 | 48° 52′ 27″ nord, 2° 20′ 13″ est    |       |
| Immeuble                                                                           | 9e arrondissement de Paris                  | Paris                   | Île-de-France              | inscrit    | « PA00088978 », notice no PA00088978 | 48° 52′ 34″ nord, 2° 20′ 14″ est    |       |
| Immeuble                                                                           | 9e arrondissement de Paris                  | Paris                   | Île-de-France              | inscrit    | « PA00088980 », notice no PA00088980 | 48° 52′ 36″ nord, 2° 20′ 11″ est    |       |
| Immeuble                                                                           | 9e arrondissement de Paris                  | Paris                   | Île-de-France              | inscrit    | « PA00088956 », notice no PA00088956 | 48° 52′ 51″ nord, 2° 20′ 16″ est    |       |
| Immeuble                                                                           | 9e arrondissement de Paris                  | Paris                   | Île-de-France              | inscrit    | « PA00088960 », notice no PA00088960 | 48° 52′ 35″ nord, 2° 20′ 26″ est    |       |
| Immeubles                                                                          | 9e arrondissement de Paris                  | Paris                   | Île-de-France              | inscrit    | « PA00088971 », notice no PA00088971 | 48° 52′ 27″ nord, 2° 20′ 04″ est    |       |
| Immeuble                                                                           | 9e arrondissement de Paris                  | Paris                   | Île-de-France              | inscrit    | « PA00088979 », notice no PA00088979 | 48° 52′ 37″ nord, 2° 20′ 11″ est    |       |
| Immeuble                                                                           | 9e arrondissement de Paris                  | Paris                   | Île-de-France              | inscrit    | « PA00088983 », notice no PA00088983 | 48° 52′ 31″ nord, 2° 20′ 10″ est    |       |
| Immeuble                                                                           | 9e arrondissement de Paris                  | Paris                   | Île-de-France              | inscrit    | « PA00088984 », notice no PA00088984 | 48° 52′ 50″ nord, 2° 20′ 23″ est    |       |
| Immeuble                                                                           | 9e arrondissement de Paris                  | Paris                   | Île-de-France              | inscrit    | « PA00088986 », notice no PA00088986 | 48° 52′ 51″ nord, 2° 20′ 17″ est    |       |
| Immeuble                                                                           | 9e arrondissement de Paris                  | Paris                   | Île-de-France              | inscrit    | « PA00088928 », notice no PA00088928 | 48° 52′ 13″ nord, 2° 19′ 41″ est    |       |
| Immeuble                                                                           | 9e arrondissement de Paris                  | Paris                   | Île-de-France              | inscrit    | « PA00088955 », notice no PA00088955 | 48° 52′ 17″ nord, 2° 20′ 05″ est    |       |
| Immeuble                                                                           | 9e arrondissement de Paris                  | Paris                   | Île-de-France              | inscrit    | « PA00088963 », notice no PA00088963 | 48° 52′ 51″ nord, 2° 20′ 21″ est    |       |
| Immeuble                                                                           | 9e arrondissement de Paris                  | Paris                   | Île-de-France              | inscrit    | « PA00088965 », notice no PA00088965 | 48° 52′ 46″ nord, 2° 20′ 21″ est    |       |
| Immeuble                                                                           | 9e arrondissement de Paris                  | Paris                   | Île-de-France              | inscrit    | « PA00088966 », notice no PA00088966 | 48° 52′ 47″ nord, 2° 20′ 08″ est    |       |
| Immeuble (ancien hôtel de la Païva)                                                | 9e arrondissement de Paris                  | Paris                   | Île-de-France              | inscrit    | « PA00088974 », notice no PA00088974 | 48° 52′ 42″ nord, 2° 20′ 16″ est    |       |
| Immeuble                                                                           | 9e arrondissement de Paris                  | Paris                   | Île-de-France              | inscrit    | « PA00088981 », notice no PA00088981 | 48° 52′ 37″ nord, 2° 20′ 00″ est    |       |
| Immeubles aux abords de l'église de la Sainte-Trinité                              | 9e arrondissement de Paris                  | Paris                   | Île-de-France              | inscrit    | « PA00088982 », notice no PA00088982 | 48° 52′ 37″ nord, 2° 19′ 51″ est    |       |
| Square d'Orléans                                                                   | 9e arrondissement de Paris                  | Paris                   | Île-de-France              | inscrit    | « PA00089000 », notice no PA00089000 | 48° 52′ 38″ nord, 2° 20′ 08″ est    |       |
| Immeuble                                                                           | 9e arrondissement de Paris                  | Paris                   | Île-de-France              | inscrit    | « PA00088961 », notice no PA00088961 | 48° 52′ 37″ nord, 2° 19′ 45″ est    |       |
| Bains Turcs                                                                        | 9e arrondissement de Paris                  | Paris                   | Île-de-France              | inscrit    | « PA00088964 », notice no PA00088964 | 48° 52′ 23″ nord, 2° 19′ 44″ est    |       |
| Immeuble                                                                           | 9e arrondissement de Paris                  | Paris                   | Île-de-France              | inscrit    | « PA00088972 », notice no PA00088972 | 48° 52′ 27″ nord, 2° 19′ 48″ est    |       |
| Immeuble                                                                           | 9e arrondissement de Paris                  | Paris                   | Île-de-France              | inscrit    | « PA00088973 », notice no PA00088973 | 48° 52′ 42″ nord, 2° 20′ 04″ est    |       |
| Immeuble                                                                           | 9e arrondissement de Paris                  | Paris                   | Île-de-France              | inscrit    | « PA00088985 », notice no PA00088985 | 48° 52′ 51″ nord, 2° 20′ 18″ est    |       |
| Théâtre de Paris                                                                   | 9e arrondissement de Paris                  | Paris                   | Île-de-France              | inscrit    | « PA00089005 », notice no PA00089005 | 48° 52′ 42″ nord, 2° 19′ 54″ est    |       |
| Immeuble                                                                           | 9e arrondissement de Paris                  | Paris                   | Île-de-France              | inscrit    | « PA00088921 », notice no PA00088921 | 48° 52′ 41″ nord, 2° 19′ 47″ est    |       |
| Immeuble                                                                           | 9e arrondissement de Paris                  | Paris                   | Île-de-France              | inscrit    | « PA00088923 », notice no PA00088923 | 48° 52′ 41″ nord, 2° 20′ 12″ est    |       |
| Immeuble                                                                           | 9e arrondissement de Paris                  | Paris                   | Île-de-France              | inscrit    | « PA00088933 », notice no PA00088933 | 48° 52′ 20″ nord, 2° 19′ 42″ est    |       |
| Immeubles                                                                          | 9e arrondissement de Paris                  | Paris                   | Île-de-France              | inscrit    | « PA00088943 », notice no PA00088943 | 48° 52′ 20″ nord, 2° 20′ 01″ est    |       |
| Immeuble                                                                           | 9e arrondissement de Paris                  | Paris                   | Île-de-France              | inscrit    | « PA00088945 », notice no PA00088945 | 48° 52′ 33″ nord, 2° 19′ 56″ est    |       |
| Immeuble                                                                           | 9e arrondissement de Paris                  | Paris                   | Île-de-France              | inscrit    | « PA00088957 », notice no PA00088957 | 48° 52′ 29″ nord, 2° 19′ 53″ est    |       |
| Immeuble                                                                           | 9e arrondissement de Paris                  | Paris                   | Île-de-France              | inscrit    | « PA00088959 », notice no PA00088959 | 48° 52′ 29″ nord, 2° 19′ 49″ est    |       |
| Immeuble                                                                           | 9e arrondissement de Paris                  | Paris                   | Île-de-France              | inscrit    | « PA00088962 », notice no PA00088962 | 48° 52′ 38″ nord, 2° 19′ 44″ est    |       |
| Immeuble                                                                           | 9e arrondissement de Paris                  | Paris                   | Île-de-France              | inscrit    | « PA00088967 », notice no PA00088967 | 48° 52′ 47″ nord, 2° 20′ 10″ est    |       |
| Immeubles                                                                          | 9e arrondissement de Paris                  | Paris                   | Île-de-France              | inscrit    | « PA00088970 », notice no PA00088970 | 48° 52′ 27″ nord, 2° 20′ 10″ est    |       |
| Immeuble de la Société générale                                                    | 9e arrondissement de Paris                  | Paris                   | Île-de-France              | inscrit    | « PA00088999 », notice no PA00088999 | 48° 52′ 22″ nord, 2° 19′ 56″ est    |       |
| Théâtre Édouard VII et immeubles                                                   | 9e arrondissement de Paris                  | Paris                   | Île-de-France              | inscrit    | « PA00089003 », notice no PA00089003 | 48° 52′ 17″ nord, 2° 19′ 46″ est    |       |
| Immeubles aux abords de l'Opéra                                                    | 9e arrondissement de Paris                  | Paris                   | Île-de-France              | inscrit    | « PA00088922 », notice no PA00088922 | 48° 52′ 18″ nord, 2° 19′ 58″ est    |       |
| Hôtel Blémont (actuel siège de la Société des auteurs et compositeurs dramatiques) | 9e arrondissement de Paris                  | Paris                   | Île-de-France              | inscrit    | « PA00088924 », notice no PA00088924 | 48° 52′ 54″ nord, 2° 19′ 51″ est    |       |
| Immeuble                                                                           | 9e arrondissement de Paris                  | Paris                   | Île-de-France              | inscrit    | « PA00088932 », notice no PA00088932 | 48° 52′ 15″ nord, 2° 19′ 41″ est    |       |
| Immeuble                                                                           | 9e arrondissement de Paris                  | Paris                   | Île-de-France              | inscrit    | « PA00088937 », notice no PA00088937 | 48° 52′ 36″ nord, 2° 20′ 11″ est    |       |
| Immeuble                                                                           | 9e arrondissement de Paris                  | Paris                   | Île-de-France              | inscrit    | « PA00088938 », notice no PA00088938 | 48° 52′ 36″ nord, 2° 20′ 12″ est    |       |
| Hôtel d'Aumont                                                                     | 9e arrondissement de Paris                  | Paris                   | Île-de-France              | inscrit    | « PA00088910 », notice no PA00088910 | 48° 52′ 13″ nord, 2° 19′ 41″ est    |       |
| Immeuble                                                                           | 9e arrondissement de Paris                  | Paris                   | Île-de-France              | inscrit    | « PA00088920 », notice no PA00088920 | 48° 52′ 41″ nord, 2° 19′ 47″ est    |       |
| Immeuble                                                                           | 9e arrondissement de Paris                  | Paris                   | Île-de-France              | inscrit    | « PA00088929 », notice no PA00088929 | 48° 52′ 14″ nord, 2° 19′ 41″ est    |       |
| Immeuble                                                                           | 9e arrondissement de Paris                  | Paris                   | Île-de-France              | inscrit    | « PA00088930 », notice no PA00088930 | 48° 52′ 14″ nord, 2° 19′ 41″ est    |       |
| Immeuble                                                                           | 9e arrondissement de Paris                  | Paris                   | Île-de-France              | inscrit    | « PA00088939 », notice no PA00088939 | 48° 52′ 29″ nord, 2° 20′ 23″ est    |       |
| Immeuble                                                                           | 9e arrondissement de Paris                  | Paris                   | Île-de-France              | inscrit    | « PA00088941 », notice no PA00088941 | 48° 52′ 24″ nord, 2° 20′ 00″ est    |       |
| Immeuble                                                                           | 9e arrondissement de Paris                  | Paris                   | Île-de-France              | inscrit    | « PA00088948 », notice no PA00088948 | 48° 52′ 54″ nord, 2° 20′ 05″ est    |       |
| Immeuble                                                                           | 9e arrondissement de Paris                  | Paris                   | Île-de-France              | inscrit    | « PA00088950 », notice no PA00088950 | 48° 52′ 36″ nord, 2° 19′ 58″ est    |       |
| Hôtel Lefèbvre-Cayet                                                               | Arras                                       | Pas-de-Calais           | Hauts-de-France            | inscrit    | « PA00107974 », notice no PA00107974 | 50° 17′ 22″ nord, 2° 46′ 08″ est    |       |
| Château d'Aumont                                                                   | Boulogne-sur-Mer                            | Pas-de-Calais           | Hauts-de-France            | classé     | « PA00108228 », notice no PA00108228 | 50° 43′ 32″ nord, 1° 37′ 02″ est    |       |
| Château de Campagne-lès-Hesdin                                                     | Campagne-lès-Hesdin                         | Pas-de-Calais           | Hauts-de-France            | inscrit    | « PA00108250 », notice no PA00108250 | 50° 24′ 02″ nord, 1° 52′ 43″ est    |       |
| Moulin à vent de Coquelles                                                         | Coquelles                                   | Pas-de-Calais           | Hauts-de-France            | inscrit    | « PA00108258 », notice no PA00108258 | 50° 55′ 38″ nord, 1° 47′ 46″ est    |       |
| Château de Hénu                                                                    | Hénu                                        | Pas-de-Calais           | Hauts-de-France            | classé     | « PA00108304 », notice no PA00108304 | 50° 09′ 19″ nord, 2° 31′ 15″ est    |       |
| Chapelle Saint-Hubert de Mazingarbe                                                | Mazingarbe                                  | Pas-de-Calais           | Hauts-de-France            | inscrit    | « PA00108342 », notice no PA00108342 | 50° 28′ 30″ nord, 2° 43′ 41″ est    |       |
| Chapelle Saint-Roch de Mazingarbe                                                  | Mazingarbe                                  | Pas-de-Calais           | Hauts-de-France            | inscrit    | « PA00108343 », notice no PA00108343 | 50° 28′ 11″ nord, 2° 43′ 07″ est    |       |
| Moulin à vent de Nortbécourt                                                       | Mentque-Nortbécourt                         | Pas-de-Calais           | Hauts-de-France            | inscrit    | « PA00108346 », notice no PA00108346 | 50° 46′ 04″ nord, 2° 06′ 12″ est    |       |
| Moulin à vent d'Inglinghem                                                         | Mentque-Nortbécourt                         | Pas-de-Calais           | Hauts-de-France            | inscrit    | « PA00108345 », notice no PA00108345 | 50° 46′ 38″ nord, 2° 06′ 58″ est    |       |
| Moulin à vent d'Offekerque                                                         | Offekerque                                  | Pas-de-Calais           | Hauts-de-France            | inscrit    | « PA00108370 », notice no PA00108370 | 50° 56′ 20″ nord, 1° 59′ 36″ est    |       |
| Collège des Jésuites wallons                                                       | Saint-Omer                                  | Pas-de-Calais           | Hauts-de-France            | inscrit    | « PA00108405 », notice no PA00108405 | 50° 44′ 52″ nord, 2° 15′ 23″ est    |       |
| Séminaire épiscopal                                                                | Saint-Omer                                  | Pas-de-Calais           | Hauts-de-France            | classé     | « PA00108415 », notice no PA00108415 | 50° 44′ 51″ nord, 2° 15′ 29″ est    |       |
| Théâtre                                                                            | Saint-Omer                                  | Pas-de-Calais           | Hauts-de-France            | inscrit    | « PA00108413 », notice no PA00108413 | 50° 45′ 01″ nord, 2° 15′ 07″ est    |       |
| Petit château de Wisques                                                           | Wisques                                     | Pas-de-Calais           | Hauts-de-France            | inscrit    | « PA00108452 », notice no PA00108452 | 50° 43′ 35″ nord, 2° 11′ 29″ est    |       |
| Hôpital général                                                                    | Clermont-Ferrand                            | Puy-de-Dôme             | Auvergne-Rhône-Alpes       | inscrit    | « PA00091997 », notice no PA00091997 | 45° 46′ 49″ nord, 3° 04′ 47″ est    |       |
| Château de Montfleury (Puy-de-Dôme)                                                | Laps                                        | Puy-de-Dôme             | Auvergne-Rhône-Alpes       | inscrit    | « PA00092151 », notice no PA00092151 | 45° 39′ 48″ nord, 3° 15′ 13″ est    |       |
| Abbaye de Menat                                                                    | Menat                                       | Puy-de-Dôme             | Auvergne-Rhône-Alpes       | classé     | « PA00092182 », notice no PA00092182 | 46° 06′ 15″ nord, 2° 54′ 16″ est    |       |
| Maison des Marchands                                                               | Olliergues                                  | Puy-de-Dôme             | Auvergne-Rhône-Alpes       | inscrit    | « PA00092224 », notice no PA00092224 | 45° 40′ 30″ nord, 3° 38′ 11″ est    |       |
| Couvent des Frères Prêcheurs                                                       | Perpignan                                   | Pyrénées-Orientales     | Occitanie                  | classé     | « PA00104070 », notice no PA00104070 | 42° 42′ 02″ nord, 2° 53′ 56″ est    |       |
| Château de la Garde                                                                | Saint-Vérand                                | Rhône                   | Auvergne-Rhône-Alpes       | inscrit    | « PA00118063 », notice no PA00118063 | 45° 55′ 36″ nord, 4° 30′ 22″ est    |       |
| Chapelle Saint-Georges de Thizy                                                    | Thizy-les-Bourgs                            | Rhône                   | Auvergne-Rhône-Alpes       | inscrit    | « PA00118082 », notice no PA00118082 | 46° 02′ 04″ nord, 4° 18′ 29″ est    |       |
| Château de Brancion                                                                | Martailly-lès-Brancion                      | Saône-et-Loire          | Bourgogne-Franche-Comté    | classé     | « PA00113344 », notice no PA00113344 | 46° 32′ 49″ nord, 4° 47′ 53″ est    |       |
| Château de Terrans                                                                 | Pierre-de-Bresse                            | Saône-et-Loire          | Bourgogne-Franche-Comté    | inscrit    | « PA00113390 », notice no PA00113390 | 46° 53′ 09″ nord, 5° 12′ 58″ est    |       |
| Château de Rosey                                                                   | Rosey                                       | Saône-et-Loire          | Bourgogne-Franche-Comté    | inscrit    | « PA00113404 », notice no PA00113404 | 46° 44′ 38″ nord, 4° 42′ 30″ est    |       |
| Château de Chevannes                                                               | Saint-Racho                                 | Saône-et-Loire          | Bourgogne-Franche-Comté    | inscrit    | « PA00113456 », notice no PA00113456 | 46° 34′ 42″ nord, 4° 48′ 03″ est    |       |
| Château de Tramayes                                                                | Tramayes                                    | Saône-et-Loire          | Bourgogne-Franche-Comté    | inscrit    | « PA00113510 », notice no PA00113510 | 46° 18′ 25″ nord, 4° 36′ 11″ est    |       |
| Tuilerie de Varennes-Saint-Sauveur                                                 | Varennes-Saint-Sauveur                      | Saône-et-Loire          | Bourgogne-Franche-Comté    | inscrit    | « PA00113520 », notice no PA00113520 | 46° 29′ 23″ nord, 5° 14′ 45″ est    |       |
| Château du Paty                                                                    | Chenu                                       | Sarthe                  | Pays de la Loire           | inscrit    | « PA00109716 », notice no PA00109716 | 47° 36′ 40″ nord, 0° 20′ 07″ est    |       |
| Château de Coulennes                                                               | Loué                                        | Sarthe                  | Pays de la Loire           | inscrit    | « PA00109779 », notice no PA00109779 | 48° 00′ 35″ nord, 0° 07′ 47″ ouest  |       |
| Presbytère d'Oisseau-le-Petit                                                      | Oisseau-le-Petit                            | Sarthe                  | Pays de la Loire           | inscrit    | « PA00109896 », notice no PA00109896 | 48° 20′ 53″ nord, 0° 05′ 04″ est    |       |
| Manoir de la Poissonnière                                                          | Saint-Ouen-en-Belin                         | Sarthe                  | Pays de la Loire           | classé     | « PA00109952 », notice no PA00109952 | 47° 50′ 23″ nord, 0° 12′ 16″ est    |       |
| Château de Chamoux                                                                 | Chamoux-sur-Gelon                           | Savoie                  | Auvergne-Rhône-Alpes       | inscrit    | « PA00118247 », notice no PA00118247 | 45° 31′ 58″ nord, 6° 12′ 50″ est    |       |
| Hôpital                                                                            | Fontainebleau                               | Seine-et-Marne          | Île-de-France              | inscrit    | « PA00086977 », notice no PA00086977 | 48° 24′ 42″ nord, 2° 41′ 53″ est    |       |
| Château de Nemours                                                                 | Nemours                                     | Seine-et-Marne          | Île-de-France              | classé     | « PA00087162 », notice no PA00087162 | 48° 15′ 56″ nord, 2° 41′ 49″ est    |       |
| Église Saint-Jean-Baptiste de Nemours                                              | Nemours                                     | Seine-et-Marne          | Île-de-France              | classé     | « PA00087163 », notice no PA00087163 | 48° 16′ 02″ nord, 2° 41′ 48″ est    |       |
| Château de Blainville-Crevon                                                       | Blainville-Crevon                           | Seine-Maritime          | Normandie                  | inscrit    | « PA00100559 », notice no PA00100559 | 49° 30′ 17″ nord, 1° 18′ 14″ est    |       |
| Ferme Le Pelletier                                                                 | Ermenouville                                | Seine-Maritime          | Normandie                  | inscrit    | « PA00100644 », notice no PA00100644 | 49° 48′ 07″ nord, 0° 47′ 27″ est    |       |
| Immeuble                                                                           | Eu                                          | Seine-Maritime          | Normandie                  | inscrit    | « PA00100654 », notice no PA00100654 |                                     |       |
| Château de Val-Freneuse                                                            | Freneuse                                    | Seine-Maritime          | Normandie                  | inscrit    | « PA00100667 », notice no PA00100667 | 49° 18′ 59″ nord, 1° 05′ 33″ est    |       |
| Château d'Haucourt                                                                 | Grigneuseville                              | Seine-Maritime          | Normandie                  | classé     | « PA00100686 », notice no PA00100686 | 49° 38′ 59″ nord, 1° 11′ 45″ est    |       |
| Château du Fossé (colombier)                                                       | Mont-Cauvaire                               | Seine-Maritime          | Normandie                  | inscrit    | « PA00100755 », notice no PA00100755 | 49° 34′ 46″ nord, 1° 07′ 03″ est    |       |
| Temple protestant de Montivilliers                                                 | Montivilliers                               | Seine-Maritime          | Normandie                  | inscrit    | « PA00100762 », notice no PA00100762 | 49° 32′ 36″ nord, 0° 11′ 45″ est    |       |
| Palais de justice                                                                  | Rouen                                       | Seine-Maritime          | Normandie                  | classé     | « PA00101007 », notice no PA00101007 | 49° 26′ 32″ nord, 1° 05′ 33″ est    |       |
| Église Notre-Dame de Saint-Valery-en-Caux                                          | Saint-Valery-en-Caux                        | Seine-Maritime          | Normandie                  | classé     | « PA00101050 », notice no PA00101050 | 49° 51′ 38″ nord, 0° 43′ 21″ est    |       |
| Château de Val-Freneuse                                                            | Sotteville-sous-le-Val                      | Seine-Maritime          | Normandie                  | inscrit    | « PA00101061 », notice no PA00101061 | 49° 19′ 00″ nord, 1° 05′ 33″ est    |       |
| Église Saint-Leu-Saint-Gilles                                                      | Bagnolet                                    | Seine-Saint-Denis       | Île-de-France              | inscrit    | « PA00079929 », notice no PA00079929 | 48° 52′ 13″ nord, 2° 25′ 13″ est    |       |
| Hôtel de Rambures                                                                  | Abbeville                                   | Somme                   | Hauts-de-France            | inscrit    | « PA00116022 », notice no PA00116022 | 50° 06′ 14″ nord, 1° 50′ 11″ est    |       |
| Hôtel des Trois-Cailloux                                                           | Amiens                                      | Somme                   | Hauts-de-France            | classé     | « PA00116063 », notice no PA00116063 | 49° 53′ 37″ nord, 2° 18′ 00″ est    |       |
| Château de Davenescourt                                                            | Davenescourt                                | Somme                   | Hauts-de-France            | classé     | « PA00116129 », notice no PA00116129 | 49° 42′ 41″ nord, 2° 35′ 52″ est    |       |
| Château de Lézignac                                                                | Graulhet                                    | Tarn                    | Occitanie                  | inscrit    | « PA00095566 », notice no PA00095566 | 43° 46′ 13″ nord, 1° 58′ 01″ est    |       |
| Halle de Labruguière                                                               | Labruguière                                 | Tarn                    | Occitanie                  | classé     | « PA00095576 », notice no PA00095576 | 43° 32′ 21″ nord, 2° 15′ 47″ est    |       |
| Grotte du Calel                                                                    | Sorèze                                      | Tarn                    | Occitanie                  | lassé M    | « PA00095648 », notice no PA00095648 | 43° 27′ 15″ nord, 2° 04′ 03″ est    |       |
| Peire Lebade                                                                       | Vieux                                       | Tarn                    | Occitanie                  | classé     | « PA00095657 », notice no PA00095657 | 43° 59′ 21″ nord, 1° 51′ 49″ est    |       |
| Immeuble                                                                           | Montauban                                   | Tarn-et-Garonne         | Occitanie                  | inscrit    | « PA00095806 », notice no PA00095806 | 44° 00′ 54″ nord, 1° 20′ 51″ est    |       |
| Couvent des Ursulines de Montpezat-de-Quercy                                       | Montpezat-de-Quercy                         | Tarn-et-Garonne         | Occitanie                  | inscrit    | « PA00095839 », notice no PA00095839 | 44° 14′ 20″ nord, 1° 28′ 42″ est    |       |
| Lavoirs de Valence                                                                 | Valence                                     | Tarn-et-Garonne         | Occitanie                  | inscrit    | « PA00095896 », notice no PA00095896 | 44° 06′ 20″ nord, 0° 53′ 36″ est    |       |
| Croix de cimetière d'Ennery                                                        | Ennery                                      | Val-d'Oise              | Île-de-France              | classé     | « PA00080049 », notice no PA00080049 | 49° 04′ 36″ nord, 2° 06′ 20″ est    |       |
| Orangerie du château de Montmorency                                                | Montmorency                                 | Val-d'Oise              | Île-de-France              | inscrit    | « PA00080129 », notice no PA00080129 | 48° 59′ 02″ nord, 2° 19′ 00″ est    |       |
| Château de Magnitot                                                                | Saint-Gervais                               | Val-d'Oise              | Île-de-France              | inscrit    | « PA00080194 », notice no PA00080194 | 49° 09′ 58″ nord, 1° 44′ 11″ est    |       |
| Château de Cœuilly                                                                 | Champigny-sur-Marne                         | Val-de-Marne            | Île-de-France              | inscrit    | « PA00079857 », notice no PA00079857 | 48° 48′ 42″ nord, 2° 32′ 38″ est    |       |
| Ferme de Monsieur                                                                  | Mandres-les-Roses                           | Val-de-Marne            | Île-de-France              | inscrit    | « PA00079889 », notice no PA00079889 | 48° 42′ 08″ nord, 2° 32′ 35″ est    |       |
| Oppidum de Cuers                                                                   | Cuers                                       | Var                     | Provence-Alpes-Côte d'Azur | inscrit    | « PA00081587 », notice no PA00081587 | 43° 14′ 16″ nord, 6° 04′ 20″ est    |       |
| Tour carrée                                                                        | Sainte-Maxime                               | Var                     | Provence-Alpes-Côte d'Azur | inscrit    | « PA00081708 », notice no PA00081708 | 43° 18′ 25″ nord, 6° 38′ 28″ est    |       |
| Couvent de Saint-Véran                                                             | Avignon                                     | Vaucluse                | Provence-Alpes-Côte d'Azur | classé     | « PA00081828 », notice no PA00081828 | 43° 57′ 04″ nord, 4° 49′ 47″ est    |       |
| Immeuble                                                                           | Avignon                                     | Vaucluse                | Provence-Alpes-Côte d'Azur | classé     | « PA00081888 », notice no PA00081888 | 43° 56′ 50″ nord, 4° 48′ 17″ est    |       |
| Immeuble                                                                           | Avignon                                     | Vaucluse                | Provence-Alpes-Côte d'Azur | inscrit    | « PA00081891 », notice no PA00081891 | 43° 56′ 52″ nord, 4° 48′ 19″ est    |       |
| Village des bories                                                                 | Gordes                                      | Vaucluse                | Provence-Alpes-Côte d'Azur | classé     | « PA00082045 », notice no PA00082045 | 43° 54′ 26″ nord, 5° 10′ 48″ est    |       |
| Hôtel de Palerne                                                                   | L'Isle-sur-la-Sorgue                        | Vaucluse                | Provence-Alpes-Côte d'Azur | inscrit    | « PA00082051 », notice no PA00082051 | 43° 55′ 08″ nord, 5° 03′ 07″ est    |       |
| Tour et remparts de Sarrians                                                       | Sarrians                                    | Vaucluse                | Provence-Alpes-Côte d'Azur | inscrit    | « PA00082159 », notice no PA00082159 | 44° 05′ 02″ nord, 4° 58′ 18″ est    |       |
| Moulin de la Plaine                                                                | Barbâtre                                    | Vendée                  | Pays de la Loire           | inscrit    | « PA00110030 », notice no PA00110030 | 46° 56′ 16″ nord, 2° 09′ 59″ ouest  |       |
| Moulin Vieux de la Frandière                                                       | Barbâtre                                    | Vendée                  | Pays de la Loire           | inscrit    | « PA00110032 », notice no PA00110032 | 46° 55′ 22″ nord, 2° 10′ 02″ ouest  |       |
| Moulin à vent de la Fosse                                                          | Barbâtre                                    | Vendée                  | Pays de la Loire           | inscrit    | « PA00110031 », notice no PA00110031 | 46° 54′ 29″ nord, 2° 09′ 37″ ouest  |       |
| Hôtel Lespinay-de-Beaumont                                                         | Fontenay-le-Comte                           | Vendée                  | Pays de la Loire           | inscrit    | « PA00110104 », notice no PA00110104 | 46° 28′ 06″ nord, 0° 48′ 24″ ouest  |       |
| Château de Chastellier-Barlot                                                      | Le Poiré-sur-Velluire                       | Vendée                  | Pays de la Loire           | inscrit    | « PA00110196 », notice no PA00110196 | 46° 24′ 42″ nord, 0° 54′ 04″ ouest  |       |
| Moulin à vent de Saint-Cyr-des-Gâts                                                | Saint-Cyr-des-Gâts                          | Vendée                  | Pays de la Loire           | inscrit    | « PA00110228 », notice no PA00110228 | 46° 34′ 24″ nord, 0° 53′ 10″ ouest  |       |
| Dolmen d'Arlait B                                                                  | Château-Larcher                             | Vienne                  | Nouvelle-Aquitaine         | inscrit    | « PA00105392 », notice no PA00105392 | 46° 25′ 38″ nord, 0° 18′ 15″ est    |       |
| Logis du Magnou                                                                    | Linazay                                     | Vienne                  | Nouvelle-Aquitaine         | inscrit    | « PA00105497 », notice no PA00105497 | 46° 09′ 49″ nord, 0° 10′ 36″ est    |       |
| Dolmen de Pouzac 1                                                                 | Roches-Prémarie-Andillé                     | Vienne                  | Nouvelle-Aquitaine         | classé     | « PA00105677 », notice no PA00105677 | 46° 28′ 46″ nord, 0° 20′ 31″ est    |       |
| Monastère Notre-Dame                                                               | Châtel-sur-Moselle                          | Vosges                  | Grand Est                  | inscrit    | « PA00107108 », notice no PA00107108 | 48° 18′ 44″ nord, 6° 23′ 46″ est    |       |
| Château de Bourlémont                                                              | Frebécourt                                  | Vosges                  | Grand Est                  | inscrit    | « PA00107169 », notice no PA00107169 | 48° 23′ 24″ nord, 5° 39′ 42″ est    |       |
| Château de Belombre                                                                | Escolives-Sainte-Camille                    | Yonne                   | Bourgogne-Franche-Comté    | inscrit    | « PA00113652 », notice no PA00113652 | 47° 43′ 38″ nord, 3° 36′ 24″ est    |       |
| Église de Fontenay-sous-Fouronnes                                                  | Fontenay-sous-Fouronnes                     | Yonne                   | Bourgogne-Franche-Comté    | classé     | « PA00113690 », notice no PA00113690 | 47° 36′ 53″ nord, 3° 35′ 45″ est    |       |
| Église Notre-Dame de Molesmes                                                      | Molesmes                                    | Yonne                   | Bourgogne-Franche-Comté    | classé     | « PA00113743 », notice no PA00113743 | 47° 36′ 56″ nord, 3° 28′ 00″ est    |       |
| Église de Prehy de Saint-Cyr-les-Colons                                            | Saint-Cyr-les-Colons                        | Yonne                   | Bourgogne-Franche-Comté    | inscrit    | « PA00113808 », notice no PA00113808 | 47° 45′ 41″ nord, 3° 45′ 42″ est    |       |
| Église Sainte-Thérèse-de-l'Enfant-Jésus d'Élisabethville                           | Aubergenville                               | Yvelines                | Île-de-France              | inscrit    | « PA00087361 », notice no PA00087361 | 48° 58′ 35″ nord, 1° 50′ 45″ est    |       |
| Château de la Faisanderie                                                          | Chatou                                      | Yvelines                | Île-de-France              | inscrit    | « PA00087400 », notice no PA00087400 | 48° 53′ 28″ nord, 2° 09′ 02″ est    |       |
| Château de Wideville                                                               | Crespières                                  | Yvelines                | Île-de-France              | classé     | « PA00087413 », notice no PA00087413 | 48° 52′ 19″ nord, 1° 56′ 08″ est    |       |
| Hôtel                                                                              | Mantes-la-Jolie                             | Yvelines                | Île-de-France              | inscrit    | « PA00087517 », notice no PA00087517 | 48° 59′ 29″ nord, 1° 43′ 01″ est    |       |
| Église Saint-Vigor de Marly-le-Roi                                                 | Marly-le-Roi                                | Yvelines                | Île-de-France              | inscrit    | « PA00087525 », notice no PA00087525 | 48° 51′ 59″ nord, 2° 05′ 35″ est    |       |
| Croix de Médan                                                                     | Médan                                       | Yvelines                | Île-de-France              | inscrit    | « PA00087533 », notice no PA00087533 | 48° 57′ 18″ nord, 1° 59′ 43″ est    |       |
| Hôtel Le Boistel                                                                   | Montfort-l'Amaury                           | Yvelines                | Île-de-France              | inscrit    | « PA00087552 », notice no PA00087552 | 48° 46′ 35″ nord, 1° 48′ 32″ est    |       |
| Château de Rambouillet                                                             | Rambouillet                                 | Yvelines                | Île-de-France              | inscrit    | « PA00087581 », notice no PA00087581 | 48° 38′ 44″ nord, 1° 49′ 04″ est    |       |
| Église Saint-Martin de Saint-Martin-de-Bréthencourt                                | Saint-Martin-de-Bréthencourt                | Yvelines                | Île-de-France              | inscrit    | « PA00087637 », notice no PA00087637 | 48° 30′ 34″ nord, 1° 55′ 41″ est    |       |
| Église Saint-Nom de Saint-Nom-la-Bretèche                                          | Saint-Nom-la-Bretèche                       | Yvelines                | Île-de-France              | inscrit    | « PA00087643 », notice no PA00087643 | 48° 51′ 23″ nord, 2° 01′ 04″ est    |       |
| Château de la Cour Senlisse                                                        | Senlisse                                    | Yvelines                | Île-de-France              | inscrit    | « PA00087648 », notice no PA00087648 | 48° 41′ 24″ nord, 1° 58′ 41″ est    |       |
| Maison du Docteur Le-Monnier                                                       | Versailles                                  | Yvelines                | Île-de-France              | inscrit    | « PA00087756 », notice no PA00087756 | 48° 48′ 04″ nord, 2° 08′ 46″ est    |       |